# デンバー
デンバー（英語：Denver）は、アメリカ合衆国のコロラド州中北部に位置する都市及び郡（市郡）。同国西部、ロッキー山脈東麓、シカゴとサンフランシスコのほぼ中間に位置する。コロラド州の州都であり、同州の政治・経済・文化の中心であるのみならず、フロントレンジ都市回廊と呼ばれる地域の中心都市でもある。人口は715,522人（2020年国勢調査）で、コロラド州では最大、山岳部ではフェニックスに次ぎ、全米でも第19位の都市であり、郡としてもエルパソ郡に次いで州第2で、コロラド州の北に隣接するワイオミング州全体の人口よりも多い。デンバー市郡を中心に、10郡にまたがる都市圏は2,963,621人、この都市圏にボールダー、グリーリー両都市圏を加えた広域都市圏は3,623,560人（いずれも2020年国勢調査）の人口を抱えている。
デンバーは19世紀中盤のゴールドラッシュの最中に創設された辺境の鉱山町から始まった。やがて馬車道・鉄道が開通すると、デンバーは交通の要衝・流通の拠点として発展した。20世紀後半以降には市郡南部に大規模なハイテク企業団地の開発が進められ、また高地という地理的条件も相まって通信産業が発展している。
公式には、デンバーは標高1マイル（5,280フィート/1,609メートル）にあるとされ、Mile High City（標高1マイルの街）と呼ばれる。コロラド州会議事堂の正面玄関階段やクアーズ・フィールドでは、「標高1マイル」にあたる段や座席が区別されている。また、エンパワー・フィールド・アット・マイル・ハイのように、その名に「マイル・ハイ」とつくものも数多くある。地元雑誌社の1つである「5280」の誌名及び社名も、デンバーの標高である「5,280フィート」にちなんでいる。

## 歴史
今日のデンバーがあるロッキー山脈東麓のグレートプレーンズ西縁のこの地には、ヨーロッパ人の入植が始まる以前には様々なネイティブ・アメリカンの部族が散住していた。16-17世紀には、この地には主にユート族やアパッチ族が住んでいた。19世紀前半には、シャイアン族やアラパホ族がこの地で冬を越していた。

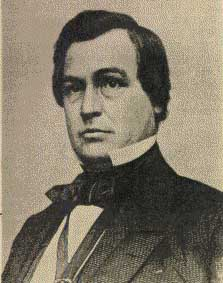
デンバーの名の由来となった元カンザス準州知事ジェームズ・W・デンバーは、1875年および1882年の2回、市を訪れた。

1858年夏、パイクスピークのゴールドラッシュの最中、カンザス準州ローレンスからやってきた金の探鉱者たちは、準州西部のサウスプラット川沿いのこの地にモンタナシティという名の鉱山町を創設した。このモンタナシティが、後にデンバー市となるこの地における最古の入植地であった。しかし、この入植地は長くは保たず、その下流にオーラリアやセントチャールズシティといった鉱山町が創設されると、翌1859年夏には放棄された。
1858年11月22日、カンザス準州東部からこの地にやってきた土地投機家ウィリアム・ラリマー・ジュニアは、オーラリアの対岸、セントチャールズ町内の、サウスプラット川とチェリー・クリークの合流点を見下ろす崖上に、土地の所有権を主張すべく、ハコヤナギの丸太を置いた。そして、ラリマーは当時のカンザス準州知事ジェームズ・W・デンバーの機嫌を取るために、この町をデンバーシティと名付けたとされている。その後、今日のカンザス・コロラド州境から大陸分水嶺にわたる広大な、カンザス準州アラパホ郡の郡庁がデンバーシティに置かれた。やがてラリマーは、新たな入植者を受け入れられる大都市を創ることを目論見て、セントチャールズ土地会社と共に、この町の区画を商人や鉱夫に売りさばいた。これら、初期に創設された町の跡地は、現在ではダウンタウンの北西に広がる、コンフルエンス公園になっている。
当時のデンバーシティは、地元の鉱夫相手のギャンブルや酒場、家畜や商品取引で地域経済を成り立たせていた辺境の町であった。初期のデンバーシティでは、土地の区画はオーラリアの鉱夫に供与されたり、賭けられたりしていた。1859年5月、デンバーシティの住民はこの地域における最初の馬車道を確保するために、レブンワース・アンド・パイクスピーク急行に53区画の土地を寄付した。この道の開通で、それまでデンバーまで12日かかっていた行程を6日に短縮したレブンワース・アンド・パイクスピーク急行は、旅客、手紙、貨物、および金の輸送サービスを毎日提供した。1860年には、オーラリアがデンバーシティに合併し、ウェストデンバー地区に名を変えた。
1861年2月28日、カンザス準州の中部・東部がカンザス州として州に昇格すると、残ったもとのカンザス準州の西部に、周辺のネブラスカ、ユタ、ニューメキシコ各準州の一部を編入する形で、コロラド準州が創設された。同年11月1日にはコロラド準州の郡としてのアラパホ郡が創設され、11月7日にはデンバーシティが法人化された。1867年にはコロラド準州の州都がゴールデンシティからデンバーシティに移された。1876年8月1日、コロラドは州に昇格した。
1860年代末には既に、デンバーの住民は活気のある供給・サービスセンターをこの地に確立した、その成功に誇りを持っていたものの、その一方で、アメリカ合衆国史上最初の大陸横断鉄道がデンバーではなく、そのはるか北のシャイアンを通ることが決まると、この若い町の将来を案ずるようになった。100マイル（160km）離れたこの地で、住民は大陸横断鉄道とデンバーを結ぶ鉄道の建設を求めて運動を起こした。やがて準州知事ジョン・エバンズをはじめ、デイビッド・モファットやウォルター・チーズマンが先頭に立って、その資金集めが始まった。開始からわずか3日で300,000ドルが集まり、住民は楽観的になった。しかし、その後十分な資金が集まらないうちに手を抜いたので、エバンズらリーダーたちは借金まみれで鉄道事業を進めていかざるを得なくなった。こうした困難にもかかわらず、1870年6月24日、大陸横断鉄道につながるデンバー・パシフィック鉄道が開通し、住民は歓喜に沸いた。

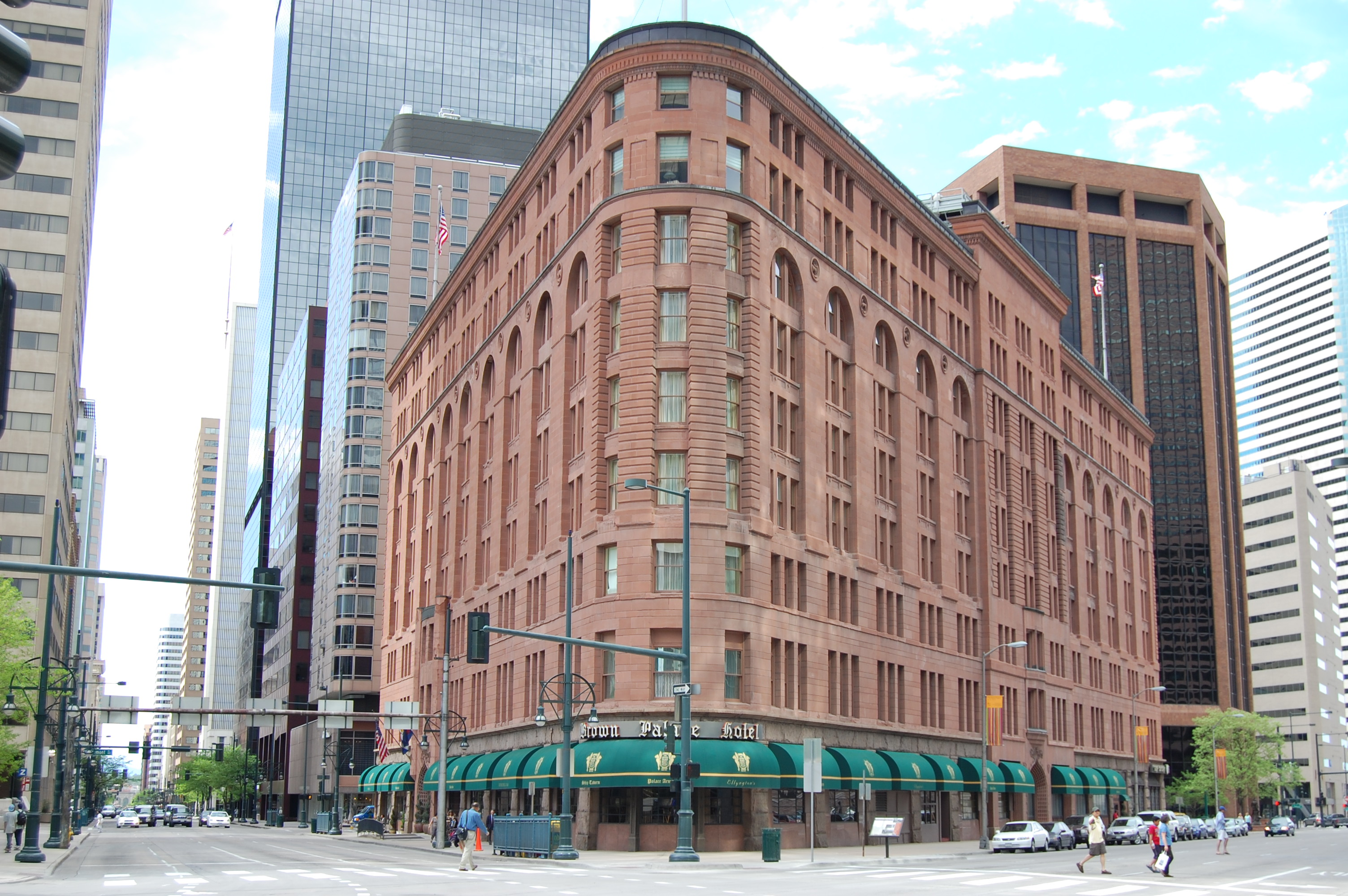
ブラウン・パレス・ホテル

国内他地域と鉄道でつながったことで、デンバーはサービス・供給センターとして栄えていった。この若い町は急成長し、百万長者を惹きつけ豪邸が建ち並ぶようになった一方で、貧困や犯罪も広がった。住民は富豪たちがデンバーを選んだことを誇りに思い、その中の1人、レッドビルの銀山王ホレイス・テイバーが、16thストリートとラリマー・ストリートの角のブロックにビジネス街を造ると共に、テイバー・グランド・オペラハウスを建てたことに興奮した。その後、ブラウン・パレス・ホテルのような高級ホテルや、クローク・パターソン・キャンベル邸やモファット邸のような百万長者の邸宅が建てられていった。デンバーを世界の素晴らしい都市の1つに変貌させるべく、リーダーたちは産業を誘致し、工場で働く労働者を集めた。ほどなくして、デンバーはエリート層や大勢の中流階級に加えて、ドイツ系、イタリア系、中国系の労働者、後にアフリカ系やスペイン語姓の労働者の人口が急増した。しかし、こうした流入にまだ備えがない中、1893年に起きた銀価格暴落に端を発する地域経済不況によって、デンバーの地域政治・社会・経済のバランスは崩壊し、腐敗や犯罪に加えて、赤狩りやクー・クラックス・クランの台頭など、民族間の確執が高まった。
1880-95年にかけて、デンバーでは犯罪組織のボス、ソーピー・スミスが暗躍し、市議員や警察と癒着して選挙やギャンブル、ギャングを牛耳り、市当局は腐敗していた。しかしそうした状況の中、1887年、デンバーの貧困層の助けとなるべく、地元宗教リーダーが募金を集め、後にユナイテッド・ウェイとなる慈善団体を設立した。1890年の国勢調査では、デンバーは人口106,713人を数え、オマハ以西ではサンフランシスコに次ぐ大都市となった。
また、1880年代から1930年代にかけて、デンバーでは花卉産業が発展し、栄えた。この時代は、地元ではカーネーション・ゴールド・ラッシュと呼ばれている
1901年、コロラド州議会はアラパホ郡を、デンバー市郡、アダムズ郡、およびサウスアラパホ郡（現アラパホ郡）の3つに分割する法案を可決した。翌1902年にはこの法案が州全土で行われた住民投票を通過し、デンバー市郡が成立、州憲法も修正された。その翌々年、1904年には、デンバー市郡憲章が可決された。しかしその後もこの法案をめぐる法廷闘争は続き、最終的な決着を見たのは1916年であった。
20世紀初頭、全米の他都市と同様、デンバーにも真鍮時代の自動車会社があった。コルバーン自動車会社は、1906年に創業し、1911年には廃業した短命の会社であったが、当時流行であったメーカーの1つであったルノーのコピー車を製造していた。

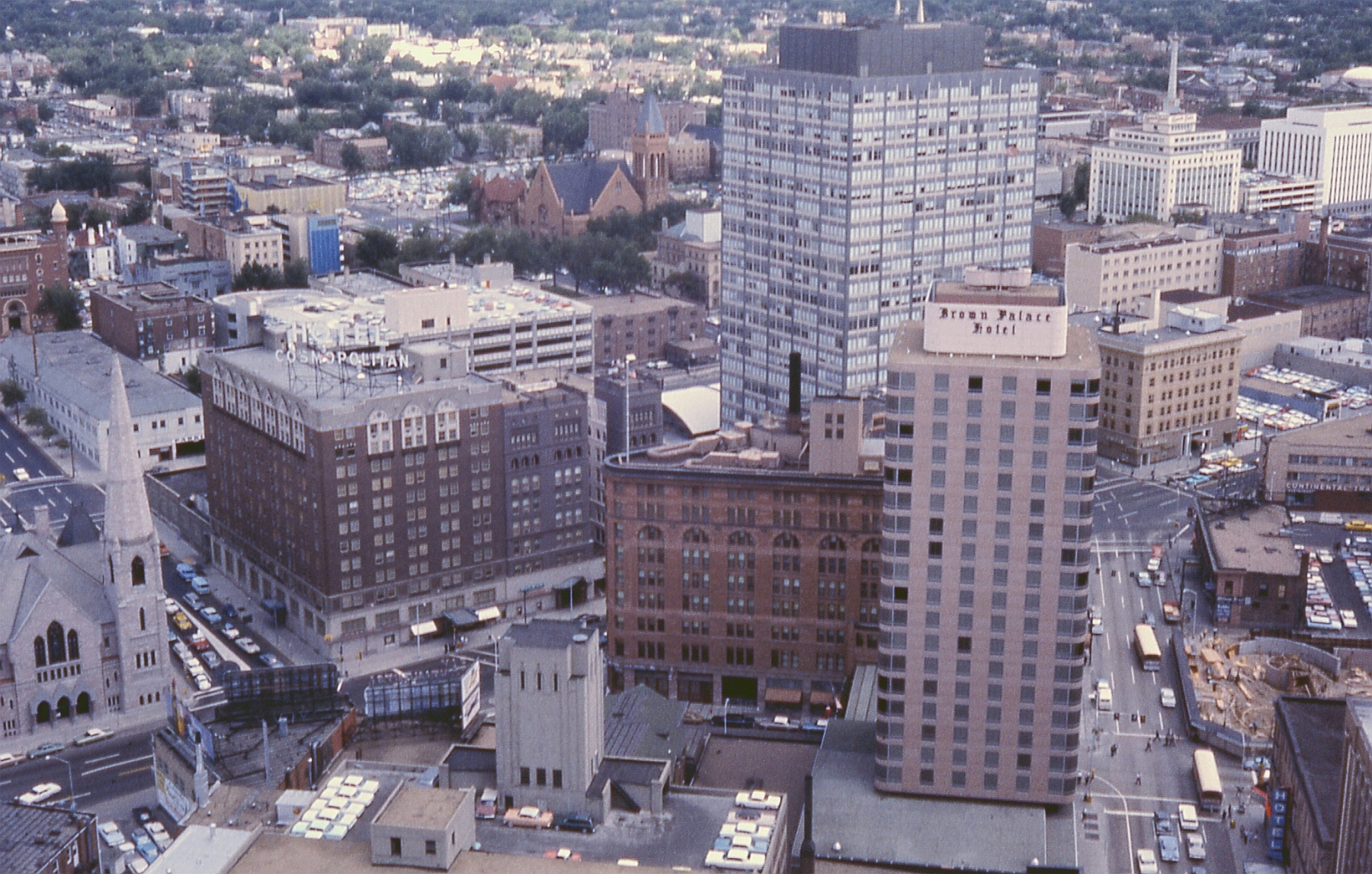
デンバーのダウンタウン（1964年）

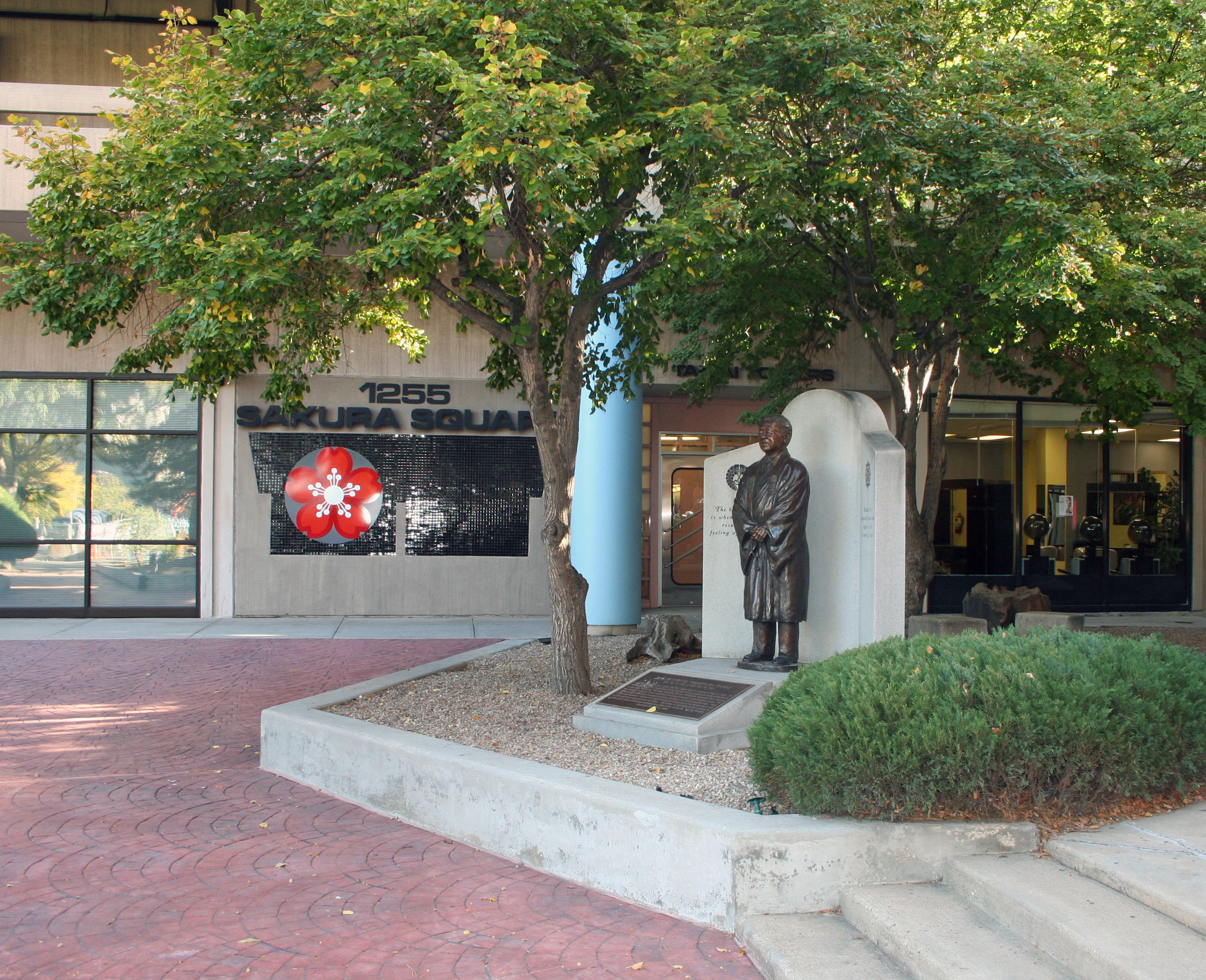
サクラ・スクエア

第二次世界大戦の最中、1939-42年にコロラド州知事を務めたラルフ・ローレンス・カーは、強制収容で西海岸から追放同然に強制移住させられた日系人をコロラドに暖かく迎え入れた。終戦後、1947年には、1900年頃からデンバーのダウンタウンにあった日系人集住地区の一角に、トライステート・デンバー仏教寺院が建てられた。1969年のダウンタウン再開発によって日本人集住地区の多くは失われたが、仏教寺院のある、19thストリート、20thストリート、ラリマー・ストリート、およびローレンス・ストリートに囲まれた1ブロックだけは残された。1973年、このブロック内、19thストリートとラリマー・ストリートの東角に、サクラ・スクエアという小公園と文化センターが設けられた。1976年には、サクラ・スクエアの小公園内に、日系人がカーの功績を称える銅像を立てた。

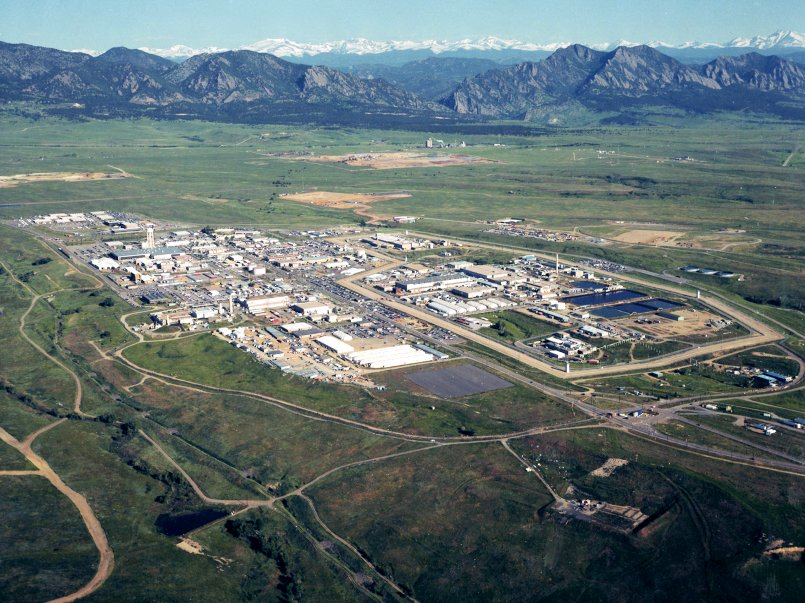
ロッキーフラッツ跡地（1995年7月）

1953-89年にかけて、デンバーの北西郊約15マイル（24km）に立地していたエネルギー省の核兵器製造施設、ロッキーフラッツでは、核弾頭に用いる核分裂性物質プルトニウム製のピットを製造していた。この施設では1957年および1969年に大規模な火災が起きたほか、1958-68年にかけて放射性廃棄物から放射能がだだ漏れ状態となっており、デンバー市域の一部を含む周辺地域に放射性物質プルトニウム239による汚染が広がった。ジェファーソン郡保健局長を務めるカール・ジョンソン博士による1981年の研究では、放射能汚染と、デンバー中心部およびロッキーフラッツにおける先天性疾患および発がんの関連性が示され、後続の研究によって裏付けられた。施設跡地周辺には、2010年代に入ってもなお、プルトニウムによる放射能汚染が残っており、完成するとデンバーの環状線西側をなすジェファーソン・パークウェイの建設を進めるにあたっても危険要因となっている。

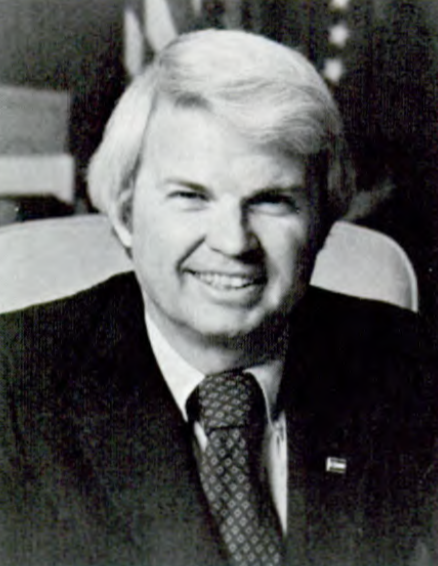
オリンピック反対運動を率いたリチャード・ラムは、のちにコロラド州の州知事を務めた。

1970年、デンバーは1976年冬季オリンピックの開催地に決定し、そのまま開催されればコロラド州昇格100周年祝賀会と同時開催になるはずであった。だが、市民たちから自然環境に対する影響と高額な開催費用への懸念の声が相次ぎ、地元の政治家リチャード・ラムによる反対運動が展開された。そして、1972年11月に高額な開催費用を賄うための公的資金投入が州の住民投票で否決され、デンバーでの開催は断念せざるを得なくなった。その4ヶ月後、IOCは急遽、1976年冬季オリンピックの開催地を、1964年の開催地で、開催のための施設やインフラも整っていたオーストリアチロル州のインスブルックに移した。
また、デンバーは2022年冬季オリンピックの開催地選考への立候補の可能性を模索したが、アメリカ合衆国オリンピック委員会が同大会に立候補しなかった。

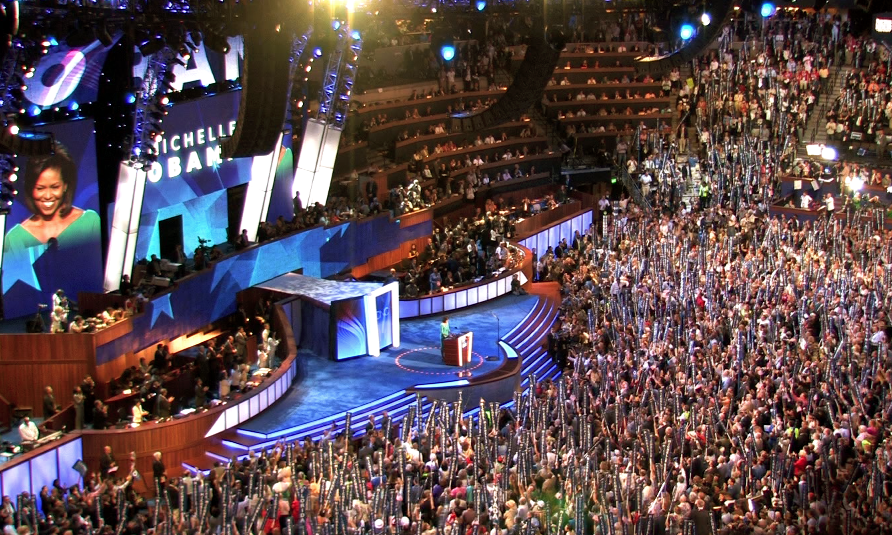
デンバーで開催された2008年民主党全国大会

1993年8月10-15日にかけてデンバーで行われた第6回ワールドユースデーには推定500,000人が参加し、コロラド州史上最も多くの参加者を集めたイベントとなった。1997年6月20-22日には、デンバーでサミットが開催された。2008年には、1908年以来100年ぶりに民主党全国大会がデンバーで開催され、全米におけるデンバーの政治的、および社会経済的な地位を知らしめた。
1967年、市内の歴史的建造物の保護と保守のため、デンバー歴史的建造物保護プログラムが始まった。50周年となった2017年現在、歴史的建造物326棟、および歴史地区52ヶ所がそれぞれ指定されている。2000年には、自然環境の保護、土地の有効活用、持続可能な地域経済など11項目を盛り込んだコンプリヘンシブ・プラン2000が市郡議会に採択された。2002年には、このコンプリヘンシブ・プラン2000を補完する計画として、変化させる場所とさせない場所の区分、複数種の交通手段が共存できる街路、および多用途開発の3項目を盛り込んだブループリント・デンバーが市郡議会に採択された。そして2010年には、市郡議会は市の将来を見据えた新しいゾーニング規約を採択した。

## 地理

デンバー・オーロラ広域都市圏
デンバー市郡
デンバー・オーロラ・レイクウッド都市圏に含まれる周辺各郡
ボールダー都市圏
グリーリー都市圏

デンバーは北緯39度44分21秒 西経104度59分5秒 / 北緯39.73917度 西経104.98472度に位置している。山岳部標準時の基準線となっている西経105度線は、ダウンタウンの北西に建つユニオン駅の真上を通過している。市郡はシカゴから西へ約1,600km、ロッキー山脈の東麓、グレートプレーンズ西部のハイプレーンズと呼ばれる比較的平坦な高原地帯の西縁に位置する。また、デンバーは、北はワイオミング州の州都シャイアンから南はプエブロまでI-25沿いに連なる、フロントレンジ都市回廊と呼ばれる地域の中心にもなっている。
アメリカ合衆国国勢調査局によると、デンバー市郡は総面積401.3km2（154.9mi2）である。そのうち397.2km2（153.3mi2）が陸地で4.1km2（1.6mi2）が水域である。総面積の1.1%が水域となっている。デンバー市郡に隣接する郡は北東のアダムズ郡、南東のアラパホ郡、および西のジェファーソン郡の3郡のみである。これら3郡には、20世紀後半以降に高成長を遂げ、州第3の都市となった、そして全米でも有数のブーンバーブであるオーロラをはじめ、大型郊外都市がひしめいている。また、デンバー市郡南東部には、周囲をデンバー市郡域に囲まれたアラパホ郡の飛び地が2ヶ所あり、そのうち1つはグレンデール市として法人化され、もう1つは法人化はされていないものの、ホリーヒルズCDPに指定されている。デンバーの都市圏はデンバー市郡を中心に、これら3郡を含む10郡から成っており、その面積は21,621km2（8,346mi2）である。
Mile-High City という愛称が示す通り、市郡の公式な標高は1マイル（5,280フィート/1,609m）とされている。コロラド州会議事堂の正面玄関前階段、「標高1マイル」にあたる段にはその旨を表す印が彫られており、また、クアーズ・フィールドには「標高1マイル」にあたる位置にある客席がコロラド・ロッキーズのチームカラーである紫に塗られている。しかし、実際には市郡域の標高は5,130-5,690フィート（1,564-1,734m）にわたる。

### 気候
デンバーの気候は1年を通じて乾燥し、日中は暑いが夜は涼しくなる夏と、日中は穏やかなものの夜は冷え込みの厳しい冬に特徴付けられ、気温の年較差と日較差のともに大きい、四季のはっきりした、しかし天気の変わりやすい、高山性の気候となっている。ケッペンの気候区分では、デンバーはステップ気候（BS）に属する。一般には、デンバーは年間300日晴れると信じられている、実際は快晴は年間115日、晴れは年間130日で、曇り（もしくは雨・雪）が年間120日を占める。
最も暑い7月の最高気温の平均は約31℃に達し、平年で月の約半分は日中32℃を超えるが、最低気温は平均15℃まで下がり、平均気温は約23℃である。最も寒い12月の平均気温は氷点下1℃、最低気温の平均は氷点下8.5℃で、ほぼ毎日気温が氷点下に下がるが、日中は標高の割には暖かく、6℃程度まで上がる。降水量は夏季の5月から8月にかけては多いが、それでも月間50-60mm程度である。冬季の11月から2月にかけては少なく、月間12-20mm程度である。春季・秋季には月間30-40mm程度である。年間降水量は390mm程度である。また、冬季の11月から4月にかけての月間降雪量は15-27cm、年間降雪量は136cmに達する。

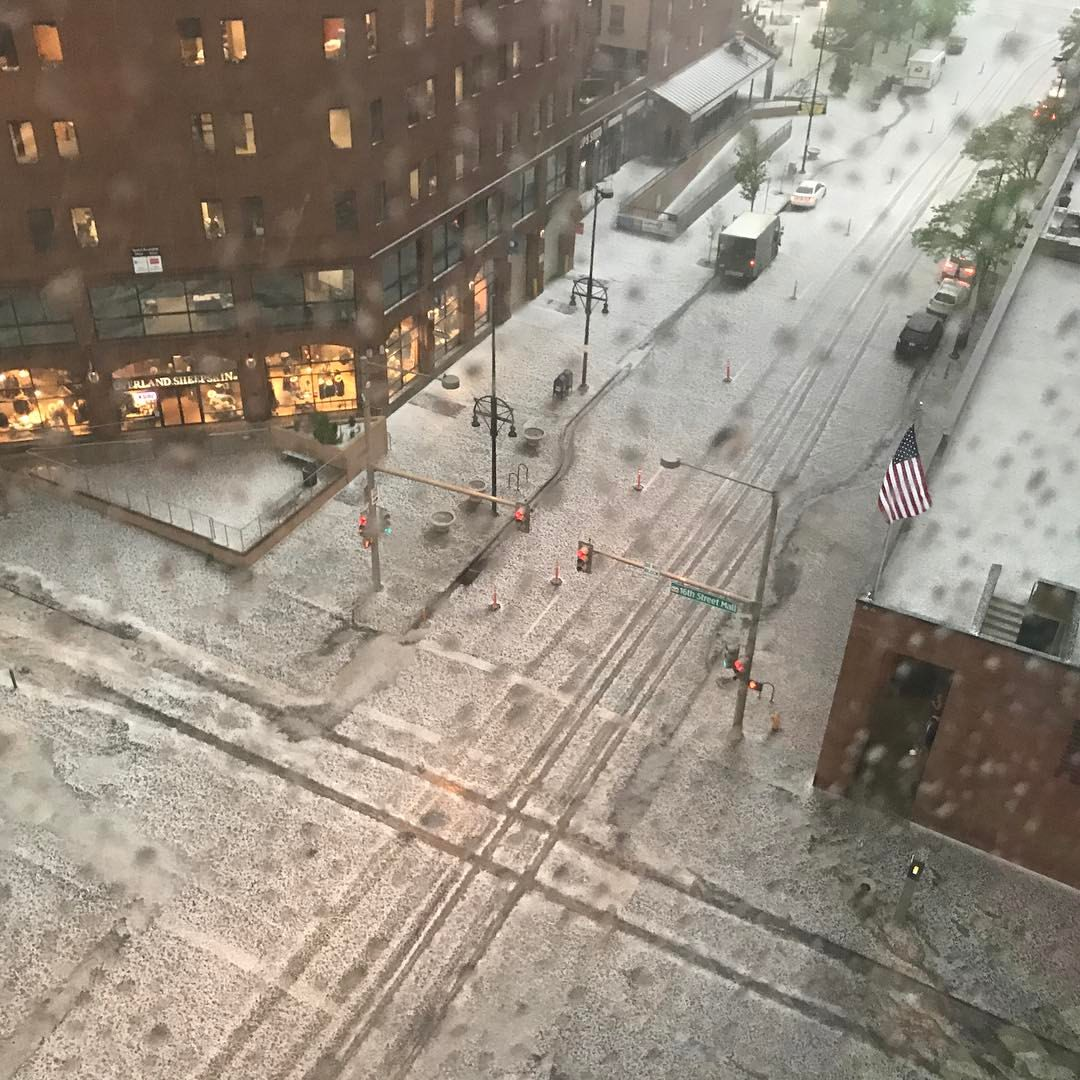
2017年5月8日、雹嵐に見舞われたデンバーのダウンタウンの街路

I-25沿い以西では竜巻の発生はまれであるが、1988年6月15日、ダウンタウンの南7kmで藤田スケールF3の竜巻に見舞われた。一方、デンバー東郊や、デンバー国際空港の開港により編入された市郡北東部では、春季から夏季にかけて、特にデンバー収束渦度帯（DCVZ）が発達する6月に、改良藤田スケールEF0-1の弱いものが大多数ではあるものの、比較的竜巻が発生しやすく、陸上竜巻となることもある。DCVZがもたらす荒天はデンバー国際空港のオペレーションにも影響を及ぼしている。また、デンバーは雹にも見舞われやすい。2017年5月8日には、雹嵐が通勤時間帯にデンバー都市圏の人口密集地を直撃し、野球ボール大の雹を降らせ、家屋や自動車等に、総額14億ドルにのぼる大損害を与えた。
|               | 1月  | 2月  | 3月  | 4月  | 5月  | 6月  | 7月  | 8月  | 9月  | 10月 | 11月 | 12月 | 年    |
| ------------- | ---- | ---- | ---- | ---- | ---- | ---- | ---- | ---- | ---- | ---- | ---- | ---- | ----- |
| 平均気温（℃） | -0.6 | 0.4  | 4.4  | 8.6  | 14.0 | 19.4 | 23.1 | 21.9 | 16.9 | 10.2 | 3.7  | -1.1 | 10.1  |
| 降水量（mm）  | 12.7 | 12.7 | 33.0 | 43.2 | 58.4 | 43.2 | 53.3 | 53.3 | 27.9 | 27.9 | 20.3 | 15.2 | 396.2 |
| 降雪量（cm）  | 17.8 | 14.5 | 27.2 | 17.3 | 2.8  | -    | -    | -    | 3.3  | 10.2 | 22.1 | 21.6 | 136.7 |

### 都市概観

#### 地区

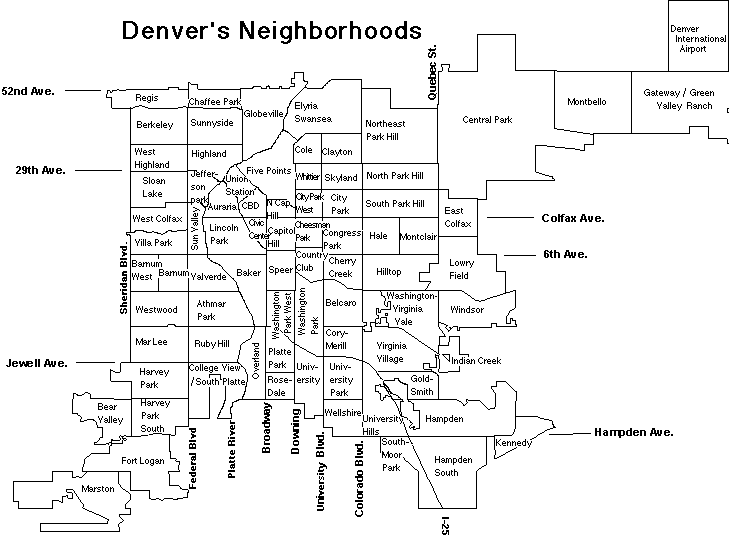
公式に定められたデンバー市郡の78地区

デンバー市郡内には公式に78地区が定められている。これら78地区の特徴は地区ごとに大きく異なり、建っている建物も摩天楼から家屋まで、また家屋も19世紀後期のものから近代的な郊外型のものまで様々である。全般的には、市郡中心部に近づくほど密度が高く、古く、レンガ造の建物が多くなる。中心部から離れた地区は第二次世界大戦後に開発が進められたところが多く、より近代的な建材を用いた、また建築様式的にも近代的な建物が多い。中心部からより離れた地区や、20世紀後期以降に再開発が進められた区画は、非常に郊外的な特徴を持っているか、ニューアーバニズムに基づく開発で古い地区の雰囲気が再構築されている。多くの地区は公園など、地域活動の中心となる施設を有している。
デンバーにはシカゴの「サイド」のような、複数の地区をまとめたより大きな地区区分は公式にはない。しかし、デンバー市民は大まかな地区として、「北」「南」「東」「西」といった語を使う。また、ユニオン・ステーション地区の一部を指す「LoDo」（ロウアー・ダウンタウンの略）や、ノース・キャピタル・ヒル地区からシティ・パーク・ウェスト地区にかけて広がる「アップタウン」など、不動産開発業者などがつけた非公式な地区名称もいくつかある。

#### 街路

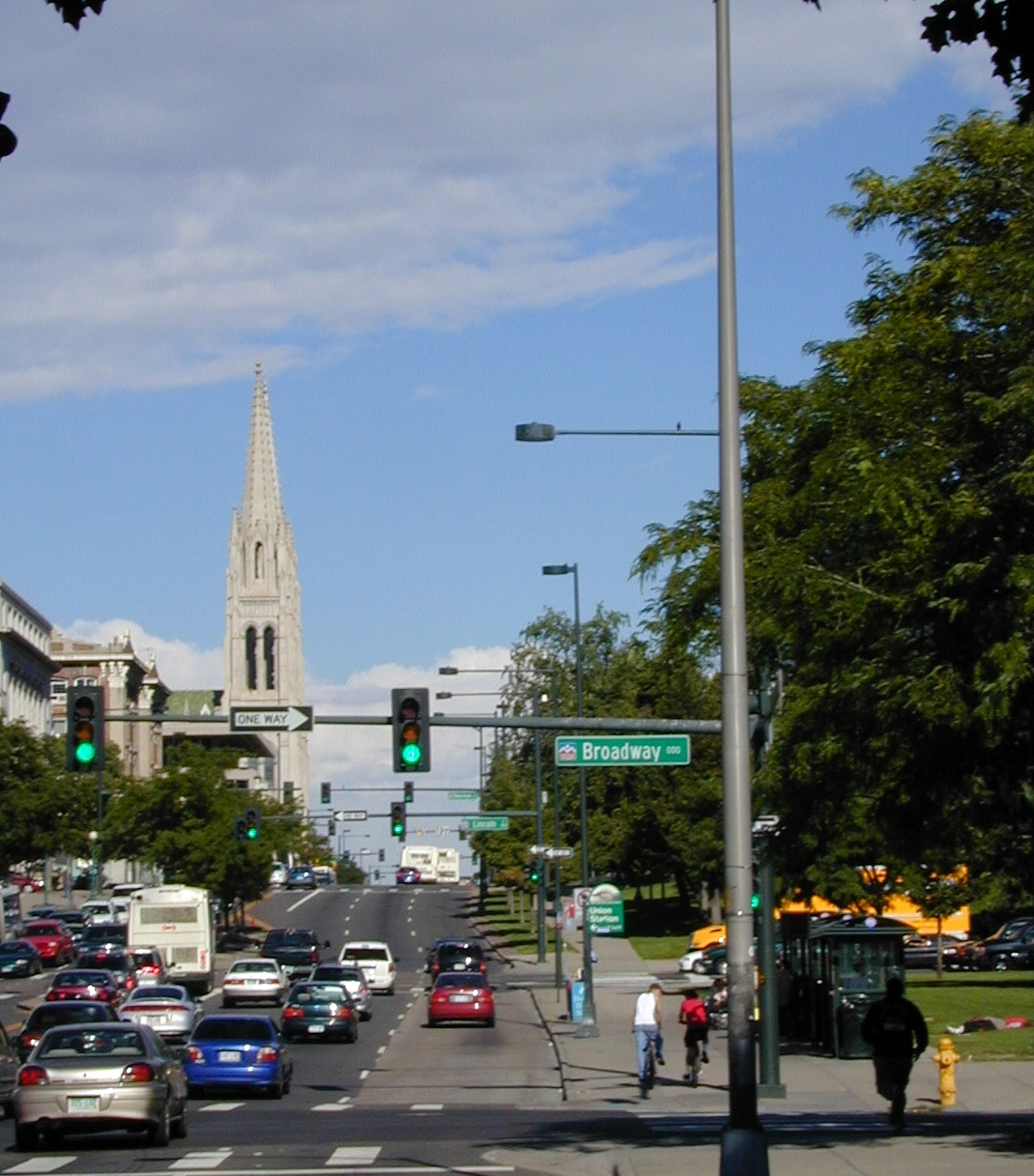
ダウンタウン南東端、コルファックス・アベニューとブロードウェイの交差点

デンバー市郡内の街路のほとんどは東西方向、ないし南北方向に通り、碁盤の目のように整然と区画されている。東西に通る通りは「アベニュー」と呼ばれ、ダウンタウンの東端を通るブロードウェイを境に東（E）と西（W）に分かれている。一方、南北に通る通りはブロードウェイを例外として「ストリート」と呼ばれ、ダウンタウンからかなり南を通るエルスワース・アベニューを境に南（S）と北（N）に分かれている。番地はこの2本の通り上が０であり、1ブロック離れるごとに100増す。例えば、ダウンタウンの南端を通るコルファックス・アベニュー（国道40号線）は、エルスワース・アベニューの15ブロック北を通っており、番地は1500となる。エルスワース・アベニュー以北を東西に通る通りには、コルファックス・アベニューやマーティン・ルーサー・キング・ジュニア・ブールバードなどいくつかの例外を除いて、数字がついており、北へ行くほど数字が大きくなる。一方、エルスワース・アベニュー以南を東西に通る通りには名前がついている。南北に通る通りには、すべて名前がついている。このほか、この規則には従わず、あらゆる方角へと通る、名前のついた幅の広い通りもいくつかあり、「ブールバード」と呼ばれている。
しかし、ダウンタウンとその周辺においては、整然と区画されてこそいるものの、市郡内の他の地域とは異なり、多くの通りは北西-南東方向、もしくは北東-南西方向へと通っており（つまり、碁盤の目状はそのままに45度回転させたようになっている）、また全て「ストリート」と呼ばれている。これは、ダウンタウンにおいては、市郡内の他の地域に先駆けて、サウスプラット川と平行、もしくは垂直になるように通りを造った結果であったのだが、計画外のメリットとして、除雪にも効果的であった。これは、東西および南北に通る通りを組み合わせた通常の街路区画では、一日中南北に通る通りのみに日が当たるのに対し、北西-南東と北東-南西の通りの組み合わせであれば、午前中は北西-南東の通りに日が当たり、午後は北東-南西の通りに日が当たる、つまりいずれの通りにも平等に日が当たることになるからである。これを思いついたのは、ブラウン・パレス・ホテルの創業者ヘンリー・ブラウンであった。今日では、ブラウン・パレス・ホテルの向かいに、ブラウンのこの着想を讃える碑が立てられている。ダウンタウンとその周辺においては、北西-南東に通る通りには数字がついており（ただし、こちらは「ストリート」であり、市郡内の他地域で数字がついているのは「アベニュー」であるため、重複することはない）、北東-南西に通る通りには名前がついている。数字のついたストリートはI-25とコルファックス・アベニューのジャンクションを南西端として始まっており、北東へ行くほど数字が大きくなる。ダウンタウンの目抜き通りはトランジットモールとなっている16thストリートで、ブロードウェイからユニオン駅までの沿道には300以上の店舗、および50以上の飲食店が建ち並ぶ。

#### 建築物

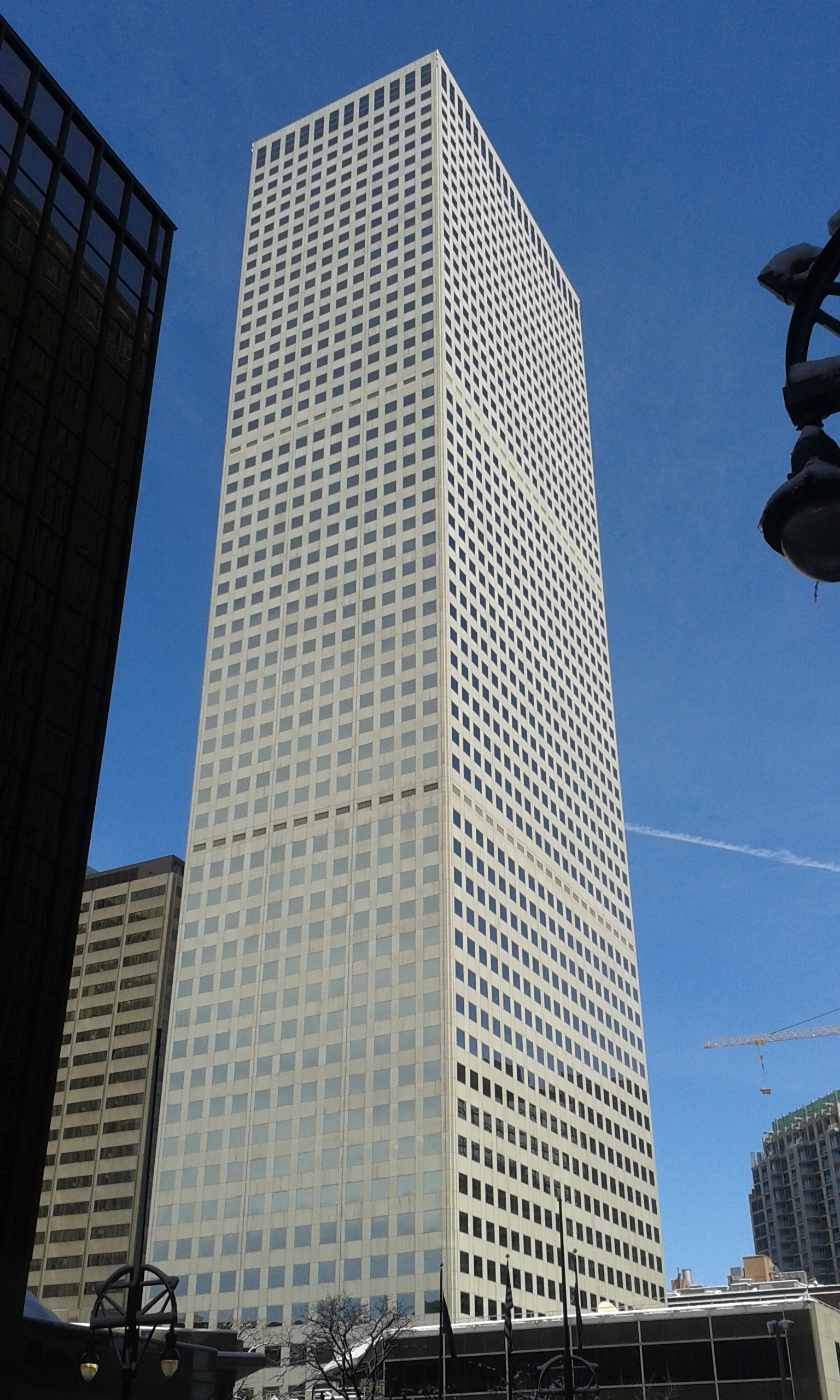
リパブリック・プラザ

デンバーの超高層ビルはダウンタウンに集中している。デンバーで最も高いビルは、ダウンタウンの17thストリートとトレモント・プレイスの南角に建つ、1984年に完成した56階建て、高さ217.6mのリパブリック・プラザである。この超高層ビルはデンバー市郡内のみならず、コロラド州内、そしてロッキー山脈地域全体でも最も高いビルである。これに次ぐのが、やはりダウンタウンの18thストリートとカリフォルニア・ストリートの北角に建つ、1983年に完成した52階建て、高さ216.1mの1801カリフォルニア・ストリートである。この超高層ビルはリパブリック・プラザが完成するまでの1年に満たない間だけ、デンバーで最も高いビルであった。同じく1983年に完成したウェルズ・ファーゴ・センターは50階建て、高さ212.8mとデンバー市郡内で第3位で、立地もブロードウェイからわずか1ブロック東とはいえダウンタウンから外れるものの、その屋上の独特な形状から地元では「キャッシュレジスター」と呼ばれ、デンバーのスカイラインにおいては最も広く認知されているビルである。
高さ200mを超えるこれら3棟の超高層ビルを含め、デンバー市郡内で高さ上位20傑に入る超高層建築物は、そのほとんどが1980年代前半、もしくはそれ以前に建てられたオフィスビルであり、1990年代から2000年代前半にかけては、デンバーにはあまり超高層建築物は建てられてこなかった。しかし、2005年にはハイアットがダウンタウンに38階建て、高さ149.1mの超高層ホテルを建て、また2010年には、フォーシーズンズ・ホテル・アンド・プライベート・レジデンシーズ・デンバー（45階建て、高さ195.0m）、および超高層コンドミニアムのスパイア（41階建て、高さ147.2m）という、2棟の非オフィス系超高層建築物が、ともにダウンタウンに建てられた。

## 政治

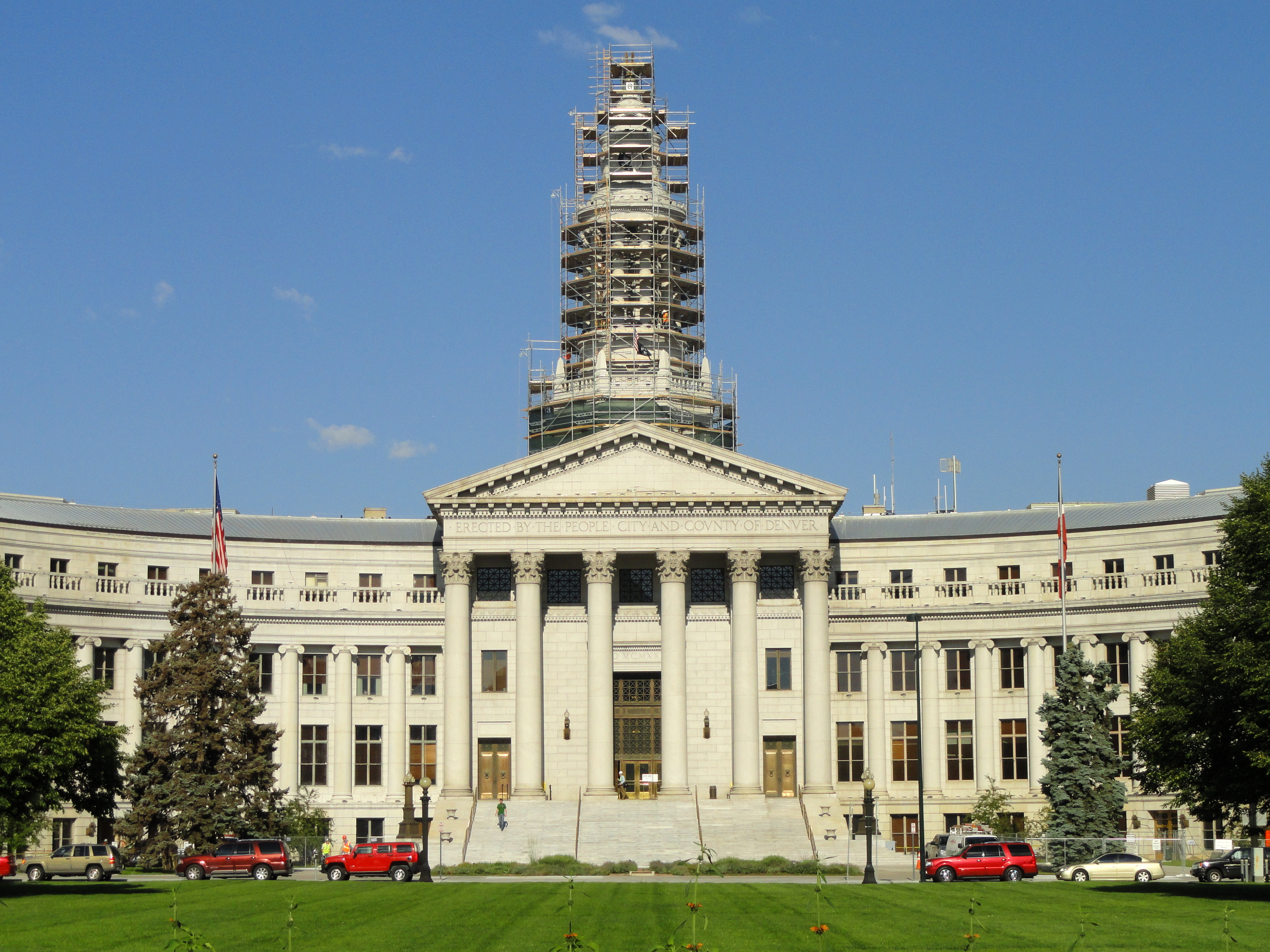
デンバー市郡庁舎

デンバーは市政府と郡政府を統合した市郡で、市長制を採っており、無党派の選挙で選出された市長が行政の最高責任者となっている。市長は市議会が可決した条例や採択した政策の承認もしくは拒否、必要に応じた市議会への政策の提案、法令や条例の施行、市郡予算案の作成、市債や契約への署名、契約の履行状態の確認、および市政府各局の人事に対し権限を有し、また責任を負う。このように、市長は強力な権限を有しているものの、絶対ではない。例えば、市郡予算案は市議会の承認を得なければならず、また市議会の過半数の議決によって変更される。また、市郡の歳出は市長・市議会のいずれからも独立した監査役によって逐一チェックされ、拒否されることもある。拒否権についても、13人中9人の市議員の票により、これを覆すことができる。市長の任期は4年である。また、1991年の市憲章改正により、市長が任期途中で市郡外転出、不在、死亡、もしくは辞職の場合は、市長代行となる継承順位1位を副市長、2位を市議会議長とする修正条項が追加されている。
市の立法機関である市議会は13人の議員から成っている。13人の市議員のうち11人は市を11に分けた小選挙区から1人ずつ選出され、残りの2人は全市から選出される。各選挙区は人口が等しくなるように区割りされ、その区割りは10年に1度の国勢調査の度に変更される。また、市議会議長は市議員の中から選出される。市議員の任期は4年である。

### 政治史

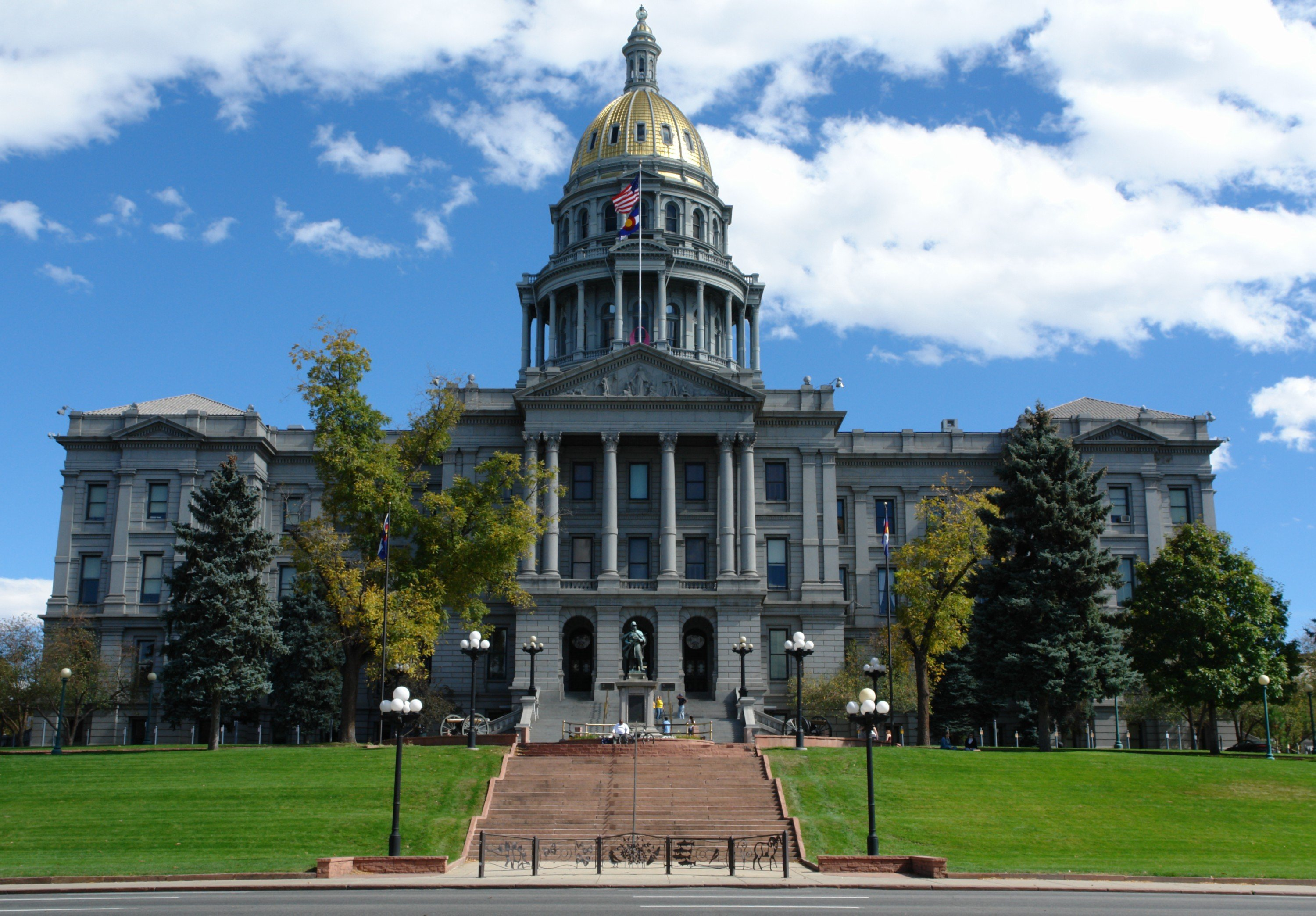
コロラド州会議事堂

デンバー市郡の選挙は無党派であるものの、伝統的に民主党が強い勢力を持っている。1963年以来、歴代市長は民主党で占められている。コロラド州議会議員も、デンバー市郡から選出されている議員は全員民主党である。大統領選挙においても、1960年以降、1972年（リチャード・ニクソン）と1980年（ロナルド・レーガン）の2回を除いて、デンバー市郡における得票では民主党候補のほうが勝っている。2016年の大統領選挙においては、デンバー市郡で民主党のヒラリー・クリントンが73.7%の票を得たのに対し、共和党のドナルド・トランプはわずか18.9%の得票にとどまった。連邦下院議員選挙においては、デンバー市郡全域に加えて、アラパホ郡の一部を含むコロラド第1選挙区はそのPVIがD+21と、コロラド州内の7つの選挙区中最大、山岳部全体でも屈指、全米でも東西両海岸に匹敵する民主党優勢を示している。
1923-31年、および1935-47年に市長を務めたベンジャミン・F・ステープルトンは、ニューディール政策から人員と財源を引き出し、市の発展に大いに貢献した。在任中、ステープルトンは公園システムを目覚ましく拡大させ、シビック・センターを完成させ、また1929年にデンバー市営空港を開港した。後に、デンバー市営空港はステープルトンの功績を称えてステープルトン国際空港に改称された。1995年にデンバー国際空港開港により同空港は閉鎖されたが、跡地にできた地区もステープルトンと呼ばれている。
1960-70年代にかけては、デンバーはチカーノ公民権運動の中心地の1つであった。ボクサーから活動家へと転じたデンバー出身のロベルト・ゴンザレスはクルセード・フォー・ジャスティスという組織を結成し、警察の暴力と戦い、英西2ヶ国語による教育を求め、1969年3月にはデンバーで第1回全米チカーノ青年解放会議を開催した。
1990-2000年代にかけては、ウェリントン・ウェブおよびジョン・ヒッケンルーパー両市長の施政下で、ホームレスの支援が行われた。その結果、それ以前は人口1万人あたりのホームレスの数が50人を数え、全米でも最もその率が高い都市の1つとなっていたが、2011年にはこれが人口1万人あたり19人に激減し、全米の主要都市の間でも率が低い部類に入るようになった。
2005年、デンバーは全米の主要都市で初めて、21歳以上の成人に対し、1オンス（28.3g）未満の大麻の私的所持を合法化した。この時、大麻合法化条例は53.5%の賛成で可決された。しかし、当時市長であったヒッケンルーパーは、市の条例が州法を凌駕することはできないため、実効性は無いと指摘した。当時、コロラド州法では、大麻所持はスピード違反と同等に扱われ、収監なし、100ドル以下の罰金刑と定められていた。2007年第4四半期、デンバー市郡は2005年に可決された条例の遵守状況を監視する、11人から成る調査員団を市長に任命させた。2012年、コロラド州法修正第64条が、その前年にコロラド州知事に就任したヒッケンルーパーにより調印され、その翌々年、2014年、コロラドは全米で初めて、娯楽目的での大麻販売を合法化する州となった。

## 経済
デンバーの地域経済は、その地理的な位置と、全米的な主要交通システムへのアクセスの便利さが優位性になっている。デンバーは半径500マイル（800km）以内で最大の都市であるため、山岳部諸州、南西部諸州、および西部諸州における物流の拠点として発展してきた。また、中西部のシカゴやセントルイス等の大都市圏と、西海岸のロサンゼルスやサンフランシスコ等の大都市圏のいずれからもほぼ等距離に位置するということも、物流におけるデンバーの地理的優位性となっている。加えて、天然資源の豊富なロッキー山脈の麓という立地条件から、初期には金山や銀山での鉱業が、オイルショックで原油価格が高騰した1970-80年代には石油産業が発展した。さらに、西経105度線が通り、かつ標高1,600mの高地であることから、1回の中継で地球上の6大陸に同営業日での衛星放送が可能であり、このことが通信産業の発展につながっている。
2010年、デンバー都市圏の域内総生産は1575億6700万ドルで、全米の都市圏で第18位であった。2016年のフォーブス誌の「ビジネスおよびキャリアに良い場所」ランキングでは、デンバーは全米で対象200都市中1位にランクされている。2000年代後半にはサブプライム住宅ローン危機に端を発する不況下で失業率が上がったが、2010年代に入ると下落し、2017年8月現在のデンバー都市圏の失業率は2.5%と、全米でも最低水準となっている。デンバー都市圏には2017年現在、フォーチュン500に入る企業が9社本社を置いている。
| デンバー都市圏に本社を置くフォーチュン500企業 | デンバー都市圏に本社を置くフォーチュン500企業 | デンバー都市圏に本社を置くフォーチュン500企業 | デンバー都市圏に本社を置くフォーチュン500企業 |
| 順位                                          | 企業名                                        | 業種                                          | 本社所在地                                    |
| --------------------------------------------- | --------------------------------------------- | --------------------------------------------- | --------------------------------------------- |
| 118                                           | アローエレクトロニクス                        | 電子部品                                      | センテニアル                                  |
| 181                                           | ダビータ                                      | ヘルスケア                                    | デンバー                                      |
| 186                                           | ディッシュ・ネットワーク                      | 衛星放送                                      | メリディアン                                  |
| 306                                           | ボール                                        | 包装/航空宇宙                                 | ブルームフィールド                            |
| 328                                           | ニューモント・マイニング                      | 鉱業                                          | グリーンウッドビレッジ                        |
| 336                                           | レベル3コミュニケーション                     | 電気通信                                      | ブルームフィールド                            |
| 478                                           | ウエスタンユニオン                            | 金融/通信                                     | メリディアン                                  |
| 491                                           | リバティメディア                              | マスメディア                                  | メリディアン                                  |
| 494                                           | CH2Mヒル                                      | 建設                                          | メリディアン                                  |

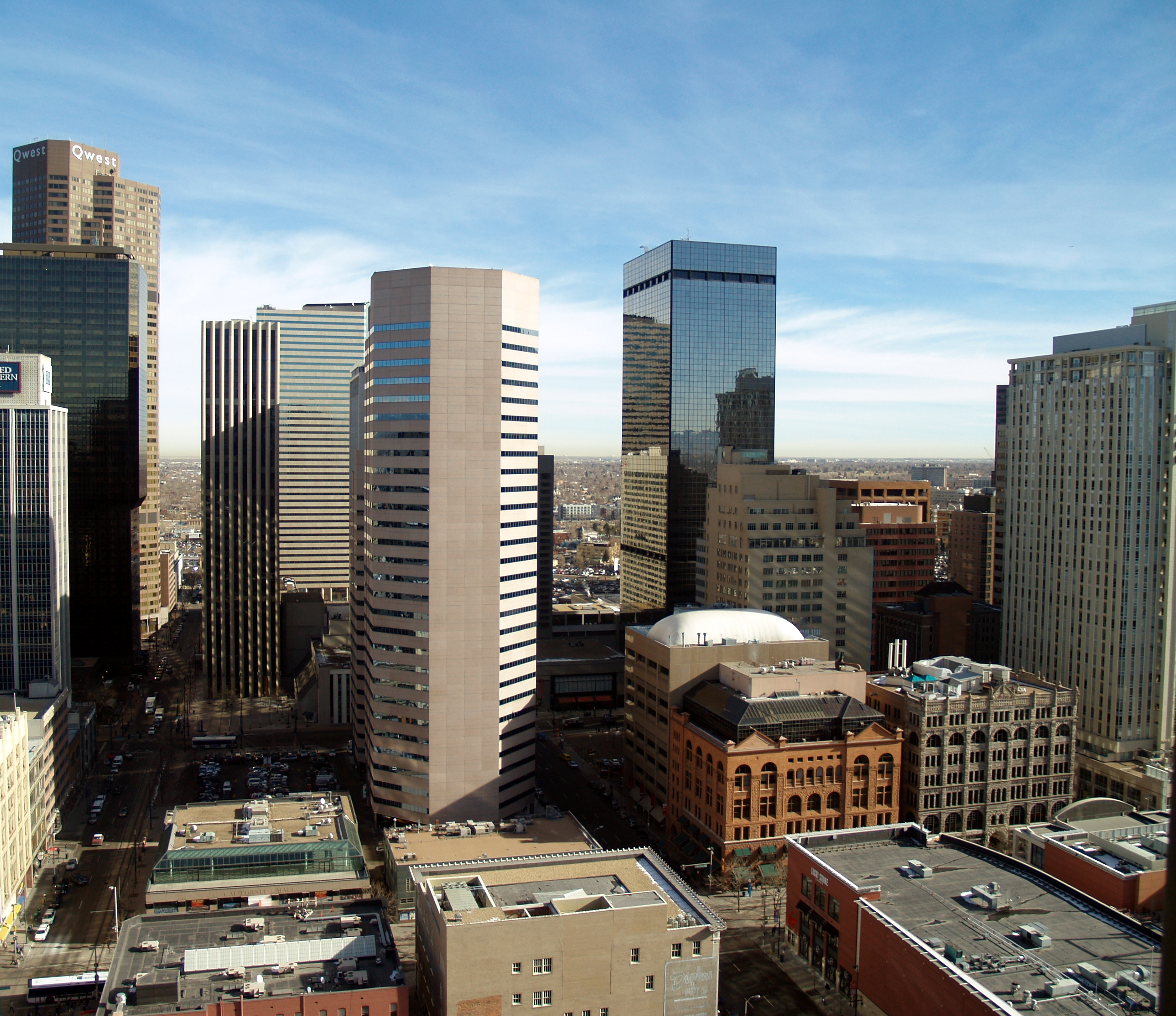
ダウンタウンの17thストリート地区には、金融機関や多くの企業が本社や重要拠点、事務所を構えている

上記に挙げたフォーチュン500企業のほかにも、有名企業がデンバーで創業したり、デンバーに本社を移してきたりして、デンバーは全米的にも重要な経済拠点として発展してきた。イギリス系移民のウィリアム・エインズワースはデンバーがまだゴールドラッシュに沸いていた1880年、デンバー・インスツルメント社（現ザルトリウス傘下）を創業し、それまでヨーロッパ製に頼ってきた、アメリカ合衆国製としては初めてとなる試金鑑定家向け分析天秤を製品化した。44州で136,000棟のアパートメントを所有する全米最大のアパートメント所有・運営会社であるアパートメント投資管理会社（Apartment Investment Management Company/AIMCO）は、デンバーに本社を置いている。世界的な旅行かばんメーカーであるサムソナイトは、かばん商ジェシー・シュウェイダーが1910年、デンバーでシュウェイダー・トランク製造会社として創業した。2011年にセンチュリーリンク傘下に入ったクエストも、山岳州電話電報会社（Mountain States Telephone & Telegraph Company）として、1911年にデンバーで創業した。この他、デンバーで創業した企業としては、自動車用ベルトメーカーのゲイツ社や、「イーグル・クロウ」のブランド名で知られる釣り具メーカーのライト・アンド・マギル社が挙げられる。また、20世紀初頭から中盤にかけて世界最大のアスベストメーカーであったジョンズ・マンビル（現バークシャー・ハサウェイ傘下）は、1972年に本社をニューヨークからデンバーに移転してきた。また、地元紙デンバー・ポストや、カリフォルニア州の数十の新聞社を傘下に置くメディアニュース・グループも、デンバーに本社を置いている。ゴールデンで創業したクアーズは、2005年にカナダのモルソンと合併してモルソン・クアーズとなったが、その本社もデンバーに置かれている。
ダウンタウンから南東へ約17km、I-25本線とその支線のI-225のジャンクション南東角には、デンバー技術センターが立地している。このハイテク企業団地は職住近接型の環境構築を目指して1962年に開発が始められたもので、当初は16.2ha（162,000m2）であった敷地も367.9ha（3,679,000m2）まで広がり、デンバー市郡南端部とグリーンウッドビレッジ市にまたがっている。このハイテク企業団地内には1,000社を超えるハイテク企業が集まっている他、住宅やホテル、ショッピングモールも立地している。また、デンバー技術センターからさらに南へ約10km、センテニアル市の南、メリディアンCDPには、より広大な681.9ha（6,819,000m2）の敷地を持つメリディアン国際ビジネスセンターが立地している。この企業団地にはリバティメディア、ウエスタンユニオン、CH2Mヒルなどが本社を置いている。また、敷地内や近辺には様々な価格帯の住宅街が広がるほか、ショッピングモールや、果てはジャック・ニクラスが設計したゴルフ場もある。

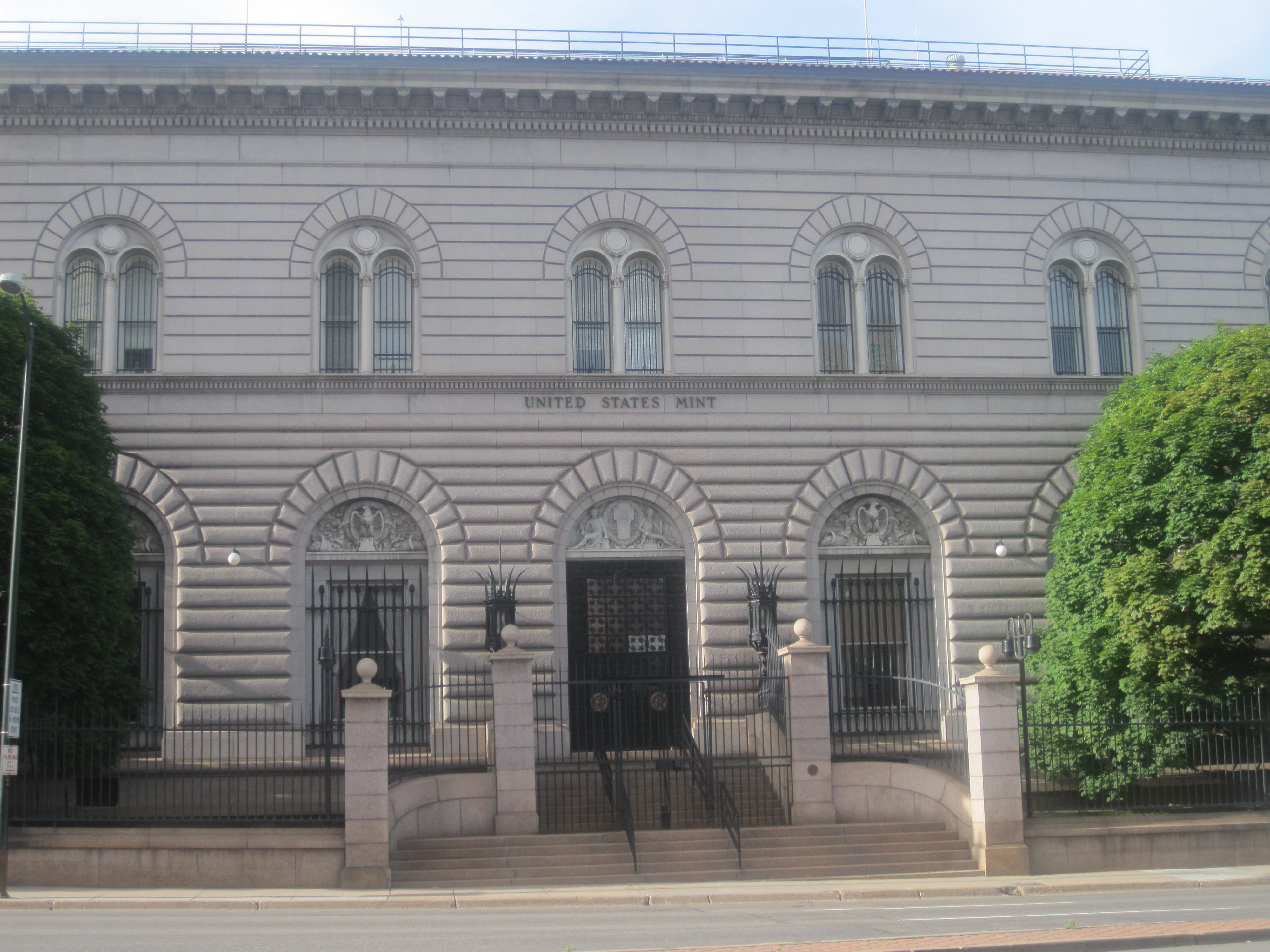
デンバー造幣局

デンバーは民間のみならず、政府にとっても好立地であり、連邦政府の機関が多数置かれている。コロラド州の州都であることに加えて、多数の連邦政府の機関の存在から、デンバーにはアメリカ合衆国の防衛や航空宇宙のプロジェクトに関連する企業が多数立地する。ダウンタウンの西約10kmには、レイクウッド市域に囲まれた252.1ha（2,521,000m2）の敷地に44棟の連邦政府庁舎を有するデンバー連邦センターが立地する。同センターには、内務省（およびその管轄下の土地管理局、水利再生利用局、地質調査所）、一般調達局、国立氷床コア研究所など、28の政府機関が置かれている。また、デンバーには連邦裁判所の第10地区控訴裁判所およびコロラド地方裁判所やデンバー造幣局、ゴールデンには国立再生可能エネルギー研究所も置かれている。

## 交通

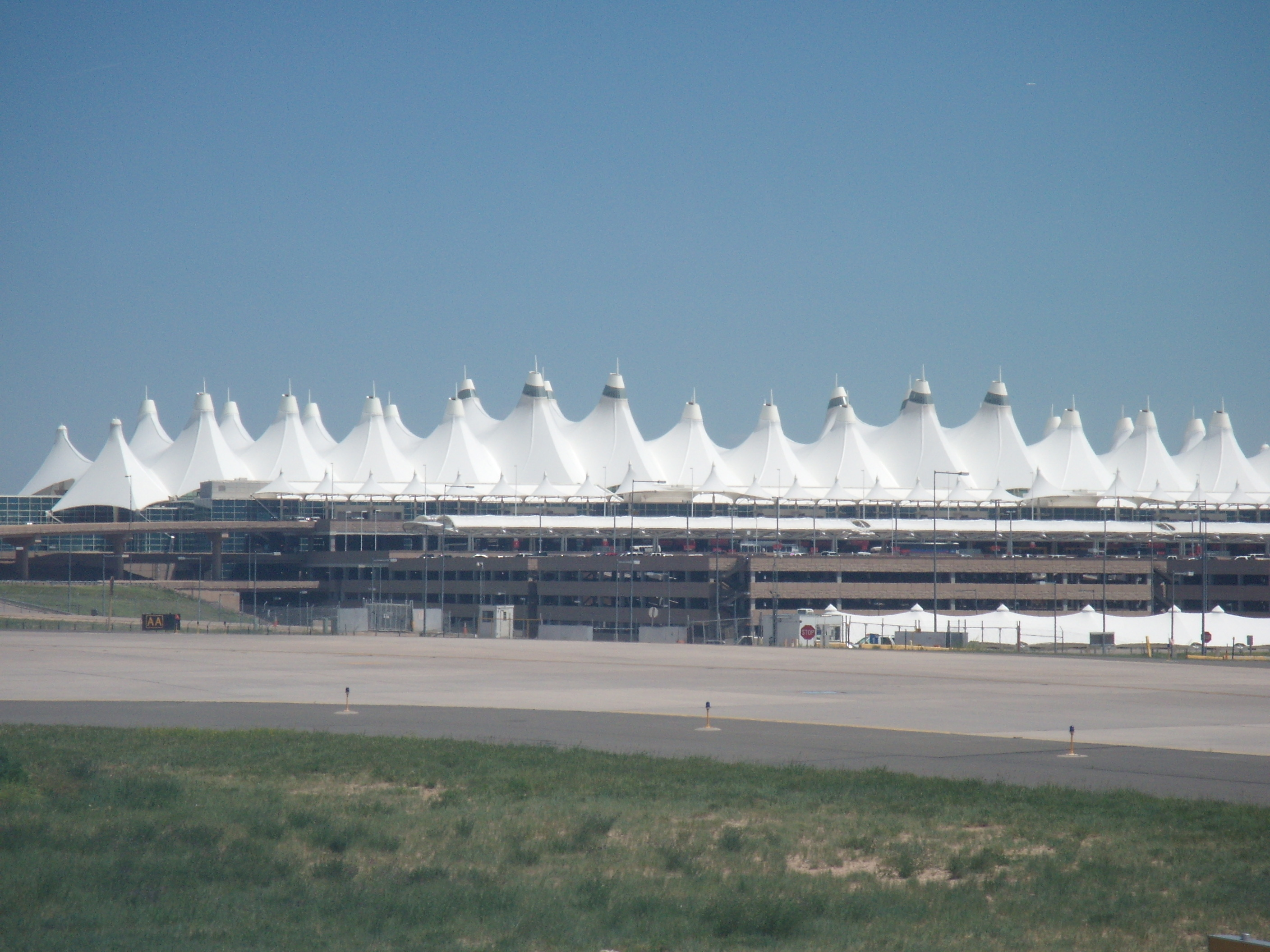
ロッキー山脈をモチーフにしたデンバー国際空港のターミナルビル

デンバーの玄関口となる空港は、ダウンタウンの北東約30km、市郡北東端に立地するデンバー国際空港（IATA: DEN）である。同空港は1995年に、それまでデンバーの玄関口であったステープルトン国際空港を置き換える形で開港した。同空港は13,570haの敷地を有しており、敷地面積では全米最大で、マンハッタン島の約2倍である。同空港はユナイテッド航空のハブ空港であり、同社の便を中心に国内外180以上の空港に直行便が就航している。また、同空港はサウスウエスト航空の焦点空港にもなっている。
デンバー都市圏ではI-25、I-70、およびI-76の3本の州間高速道路が交わる。I-25は南北の幹線で、南へはコロラドスプリングスやプエブロを経由してサンタフェやアルバカーキ方面へ、北へはフォートコリンズやシャイアン方面へと通ずる。州の人口の8割以上が集中するフロントレンジ都市回廊を縦貫する、コロラド州では最も重要な道路である。I-25はデンバーにおいては、ダウンタウンのすぐ西を通っている。また、I-25の支線であるI-225はデンバー東郊の半環状線を成しており、オーロラを通っている。このI-25が南北の幹線であるのに対し、市郡北部を通るI-70は東西の幹線であり、東へはカンザスシティやセントルイス方面へ、西へはロッキー山脈を越えてグランドジャンクションを経由してユタ州へと至る。I-76はデンバーの北西に隣接するアーバダから北東へと通り、ネブラスカ州西部で幹線であるI-80に合流/分岐するもので、デンバーとオマハ、デモイン、シカゴ方面への短絡路としての役割を果たしている。この他、国道6号線はダウンタウン近くのI-25本線からデンバーの西に隣接するレイクウッドを横断する区間で、また国道36号線はI-25本線から北西郊のウェストミンスターを通ってボールダーに至る区間で、そして州道58号線はI-70本線からゴールデンの中心部北を横切る区間まで、それぞれ高速道路規格になっており、デンバー都市圏の高速道路網における放射線となっている。また、もともとはI-70の支線となるI-470として建設される予定であった州道470号線は、前述のロッキーフラッツ跡地周辺における放射能汚染の影響で北西部の一部が未成ではあるが、デンバーの環状線を成している。

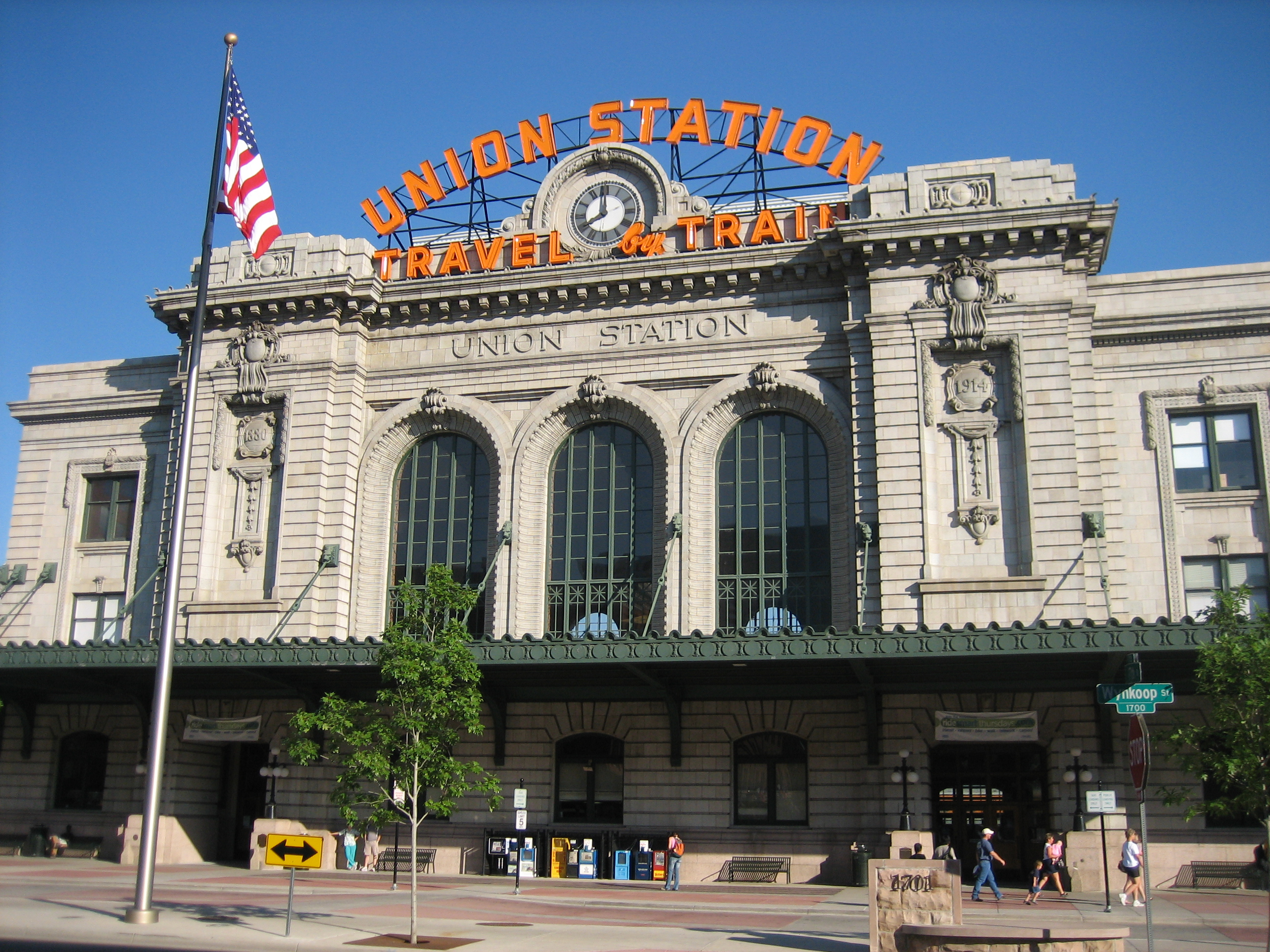
デンバーのユニオン駅

デンバー地域交通局（RTD）は通勤電車4系統、ライトレール7系統、および170系統以上の路線バスを運行しており、ユニオン駅が公共交通の中心となっている。デンバー市郡内のみならず、デンバー広域都市圏12郡のうち8郡をカバーしている。また、同局は16thストリート上にフリー・モールライドという無料のバスを走らせている。
ユニオン駅はダウンタウンの北西端に立地している。同駅は1881年に、それまで4ヶ所に分かれていたユニオン・パシフィック鉄道、デンバー・アンド・リオグランデ・ウェスタン鉄道、デンバー・サウスパーク・アンド・パシフィック鉄道、およびコロラド・セントラル鉄道の各社の駅を1つにまとめて、共同使用駅とするべく、ユニオン・パシフィック鉄道の提案によって設置されたものである。同駅は1974年に国家歴史登録財に登録された。同駅には、シカゴとサンフランシスコ（実際はその対岸にあるエメリービル駅）とを結ぶ長距離列車カリフォルニア・ゼファー号が.シカゴ・オマハ方面、ソルトレイクシティ・エメリービル方面とも、1日1便停車する。また、ロッキー山中のスキーリゾート、ウィンターパークへと向かう季節運行列車、ウィンターパーク・エクスプレスは、同駅を起点としている。
グレイハウンドのバスターミナルはダウンタウンにあり、ニューヨークとロサンゼルスを結ぶ大陸横断便が東行・西行とも1日1便ずつ停車するほか、ダラス（コロラドスプリングス・アマリロ経由）、エルパソ（コロラドスプリングス・アルバカーキ経由）、ポートランド（シャイアン・ソルトレイクシティ・ボイシ経由）、リノ（グランビー・ソルトレイクシティ経由）、グランドジャンクションへのバスが発着する。また、このバスターミナルはグレイハウンドとの提携バス会社のターミナルも兼ねており、バーリントン・トレイルウェイズ、ブラックヒルズ・ステージ・ラインズ、エクスプレス・アローズのバスが発着している。また、コロラド州交通局（CDOT）はフォートコリンズ、グレンウッドスプリングス、およびコロラドスプリングスへのバスをそれぞれ運行しており、これらのバスもこのターミナルから発着する。なお、これら中長距離バスの多くは、ユニオン駅にも停車する。

## 教育
デンバー大学はダウンタウンの南約10km、市郡南部のユニバーシティ地区に50.6ha（506,000m2）のキャンパスを構えている。同学はデンバー市郡史初期の1864年に創立した私立総合大学で、学部に100以上、大学院（専門職大学院を含む）に120以上の専攻プログラムを有し、約11,500人の学生を抱えている。デンバー大学は、USニューズ&ワールド・レポートの大学ランキングでは、全米の総合大学の中で100位以内に入る評価を受けている。また、同学は150校以上の交換留学提携を結んでおり、日本でも早稲田大学、同志社大学、および国際教養大学と提携を結んでいる。

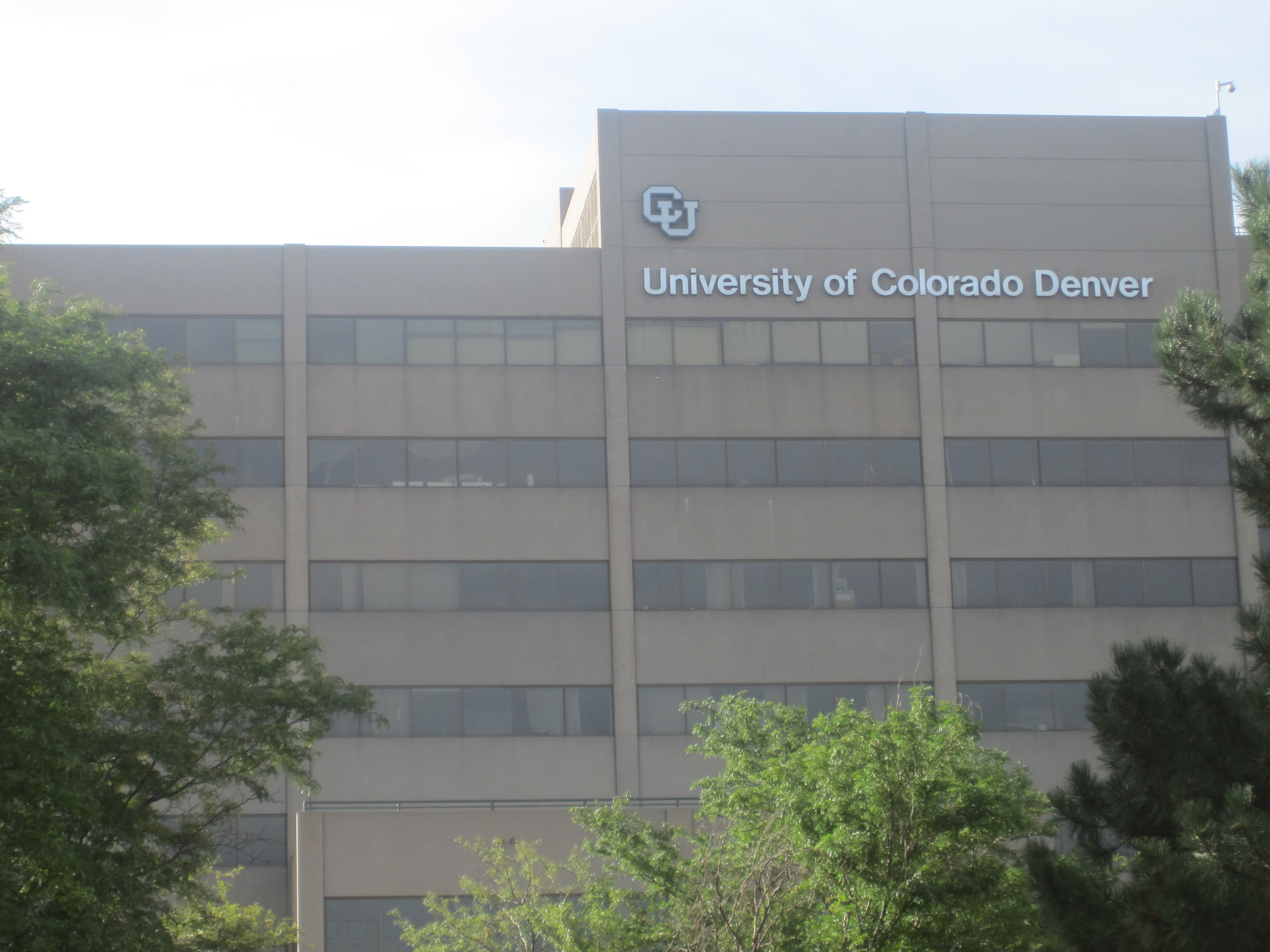
コロラド大学デンバー校

コロラド大学デンバー校はダウンタウンの南西に隣接するオーラリアキャンパスをメインキャンパスとし、加えてオーロラにアンシューツ医学部キャンパスを、また南郊のローンツリーには2015年に開校したサウスデンバーキャンパスをそれぞれ置いている。なお、オーラリアキャンパスはメトロポリタン州立大学デンバーおよび地元コミュニティ・カレッジのコミュニティ・カレッジ・オブ・デンバーと共同使用している。同校はボールダーの本校およびコロラドスプリングス校と共に、コロラド大学システムを成す州立総合大学である。同学は8つの学部を有し、100以上の専攻プログラムを提供している。コロラド大学デンバー校は、USニューズ&ワールド・レポートの大学ランキングでは、全米の総合大学の中で200位前後の評価を受けている。

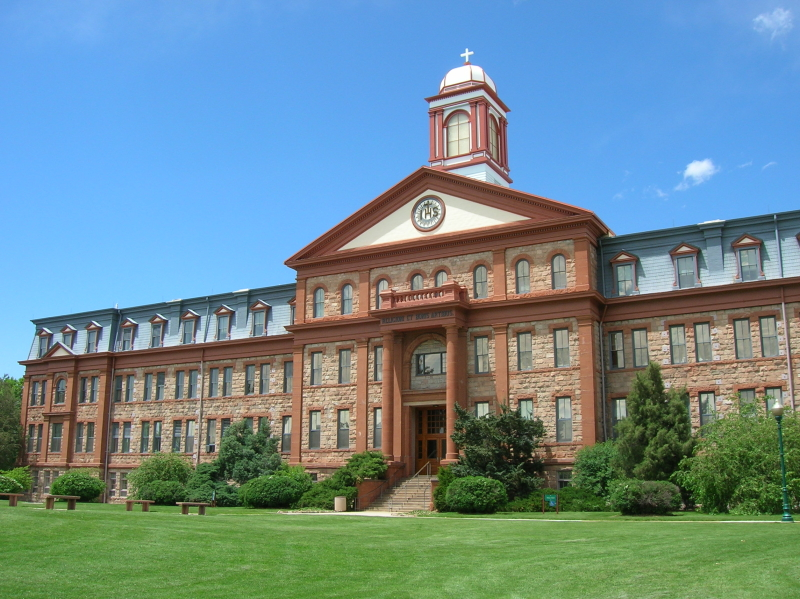
レジス大学

レジス大学はダウンタウンの北西約5km、市郡北西端のレジス地区にキャンパスを構えている。同学は1877年にニューメキシコ州ラスベガスで創立したカトリック（イエズス会）系私立大学で、1887年にデンバーの現キャンパスに移転してきた。同学は5つの学部を有し、約15,000人の学生を抱えている。レジス大学は、USニューズ&ワールド・レポートの大学ランキングでは、西部の「地方区の大学」の中で30位以内に入る評価を受けている。
また、ダウンタウンの東約8km、サウス・パーク・ヒル地区には、ロードアイランド州プロビデンスに本部を置くジョンソン・アンド・ウェールズ大学が2000年に開校したデンバー校のキャンパスが置かれている。同学はリベラル・アーツおよび経営学部に加えて、調理学部やホスピタリティ・マネジメント学部を有し、ホテル、レストラン、調理、栄養などのプログラムも提供している。
デンバーにおけるK-12課程はデンバー公立学区（Denver Public Schools、DPS）の管轄下にある公立学校によって主に支えられている。同学区は早期幼児教育校3校、小学校（幼稚園・1-5年生）93校、中学校（6-8年生）28校、高校（9-12年生）39校、小中一貫校18校、中高一貫校14校、小中高一貫校4校を有し、2016年10月1日現在で92,000人以上の児童・生徒を抱え、うちヒスパニック・ラテン系の児童・生徒が全体の55.5%を占めている。

## 文化

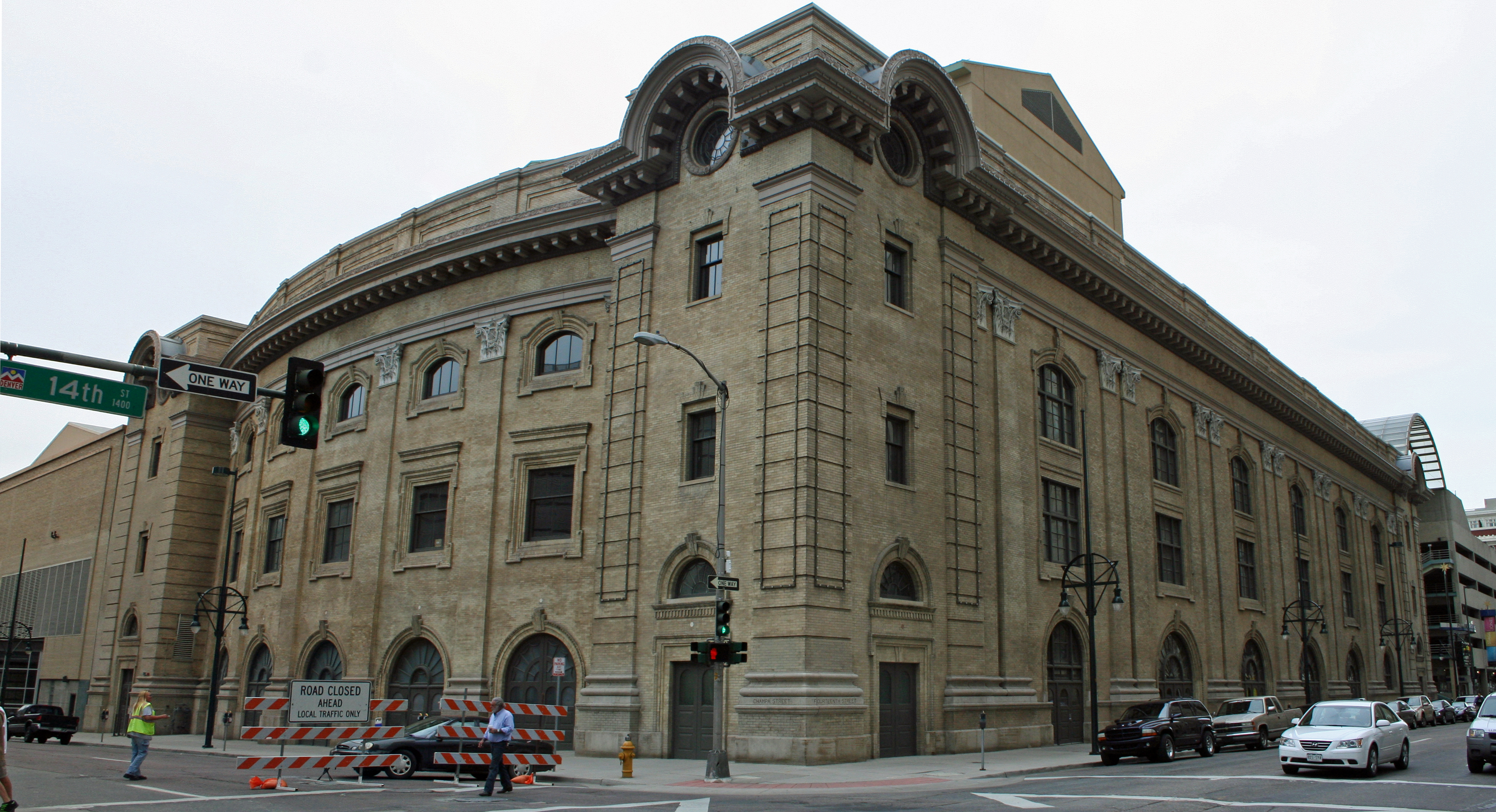
旧デンバー市立講堂

デンバーは有史以来、地域の文化の中心地でもある。入植地が創設されて間もない1859年にはアポロ・ホールが開館し、熱心な入植者向けに演劇の公演が行われていた。1880年代には、地元実業家ホレイス・テイバーがデンバー初のオペラハウスを建てた。20世紀初頭には、都市美運動の中で市郡内の公園、公園道路、博物館、および1908年に民主党全国大会の開催場所となったデンバー市立講堂（現エリー・コールキンズ・オペラハウス）が建てられた。1989年には、科学・文化施設局が創設され、デンバー市郡、アダムズ郡、アラパホ郡、ボールダー郡、ブルームフィールド市郡、ダグラス郡、およびジェファーソン郡の7郡内において、0.1%の消費税を課し、科学・文化施設の振興に充てるという取り組みが始まった。

### 芸術と美術館・博物館

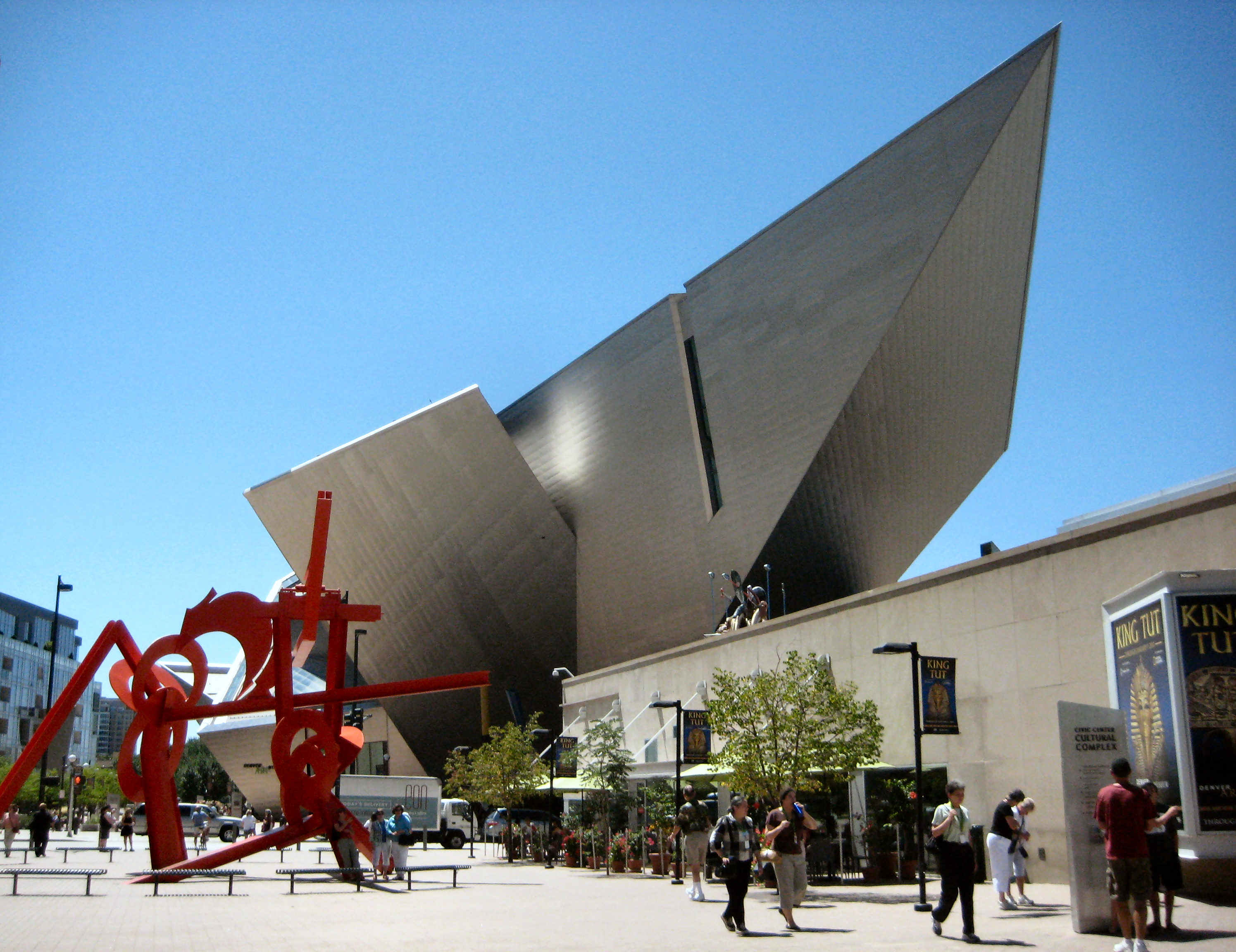
デンバー美術館のフレデリック・C・ハミルトン館

デンバー美術館はダウンタウンの南東端、市郡庁舎の南東対角、シビック・センター・パークの南隣に立地している。同館はシカゴと西海岸の間では最大の美術館で、欧米、アジア、アフリカ、およびネイティブ・アメリカンの、時代的にも先コロンブス期からスペイン植民地時代、近現代に至るまで、またジャンル的にも絵画や彫刻のみならず写真や織物も含めた、幅広い美術作品を収蔵・展示しており、その収蔵品数は約70,000点を数える。同館は1893年にデンバー芸術家クラブによって設立され、公立図書館や市内の豪邸、市郡庁舎内などを転々とした後、1971年に現在の位置に北館が建てられた。その後、2006年には北館の南隣のブロックに、ダニエル・リベスキンド設計のフレデリック・C・ハミルトン館が開館した。

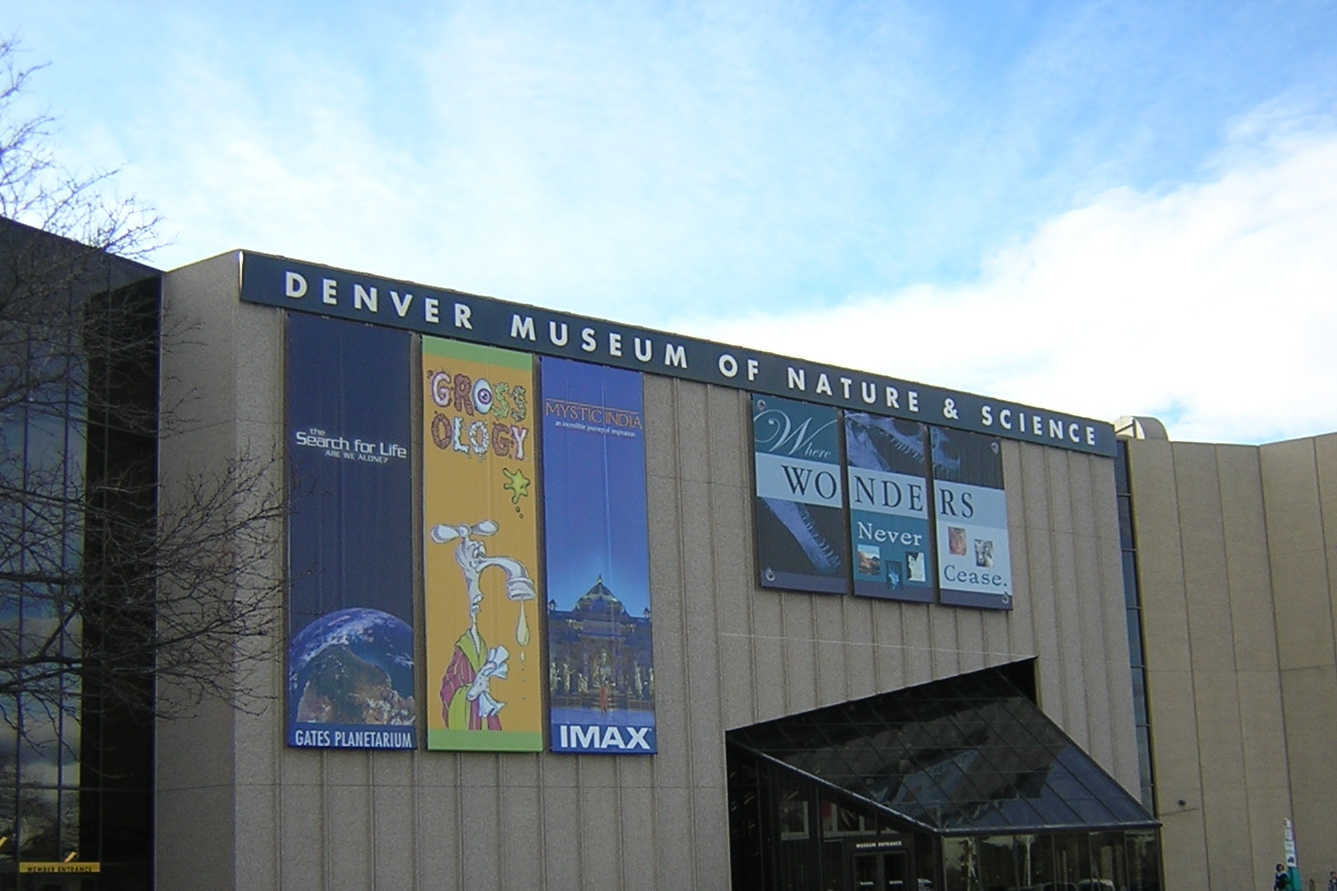
デンバー自然科学博物館

このデンバー美術館のフレデリック・C・ハミルトン館と同じブロックの西半分には、抽象画家クリフォード・スティルの作品群を主に収蔵・展示するクリフォード・スティル美術館が立地している。この西隣のブロックには、バンス・カークランドの作品群、地元芸術家の作品、および1875年以降の装飾芸術作品を収蔵・展示するカークランド美術館が、2018年初頭の開館を目指してその建設が進められている。また、デンバー美術館から南西へ約1km、概ね7thアベニューと10thアベニューの間のサンタフェ・ドライブ沿いはサンタフェ芸術地区となっており、30以上の画廊やアトリエ等が建ち並ぶ。その中心には、ラテンアメリカの芸術作品、特に先コロンブス期の作品に注力して収蔵・展示するムセオ・デ・ラス・アメリカズが立地している。
デンバー美術館のフレデリック・C・ハミルトン館から2ブロック東には、州の歴史協会であるヒストリー・コロラドが運営する歴史博物館、ヒストリー・コロラド・センターが立地する。同館は1ブロック北に建っていたコロラド歴史博物館の後継として建てられ、2012年に開館したもので、コロラド州の歴史全般に関する事物を展示している。同館の展示物には触れることのできるものもある。また、デンバー美術館北館と同じブロックの南西角には、同じくヒストリー・コロラドが運営・管理する、バイアーズ・エバンズ邸博物館が立地している。同館は1883年に建てられたビクトリア建築様式の邸宅を修復・保存し、博物館として公開しているものである。バイアーズ・エバンズ邸は1970年に国家歴史登録財に登録されている。また、デンバー美術館北館およびバイアーズ・エバンズ邸博物館から7ブロック東にはモリー・ブラウン邸博物館が立地している。同館は「不沈のモリー・ブラウン」ことマーガレット・ブラウンの邸宅が1970年に取り壊されそうになったところを買い取って保存し、博物館として一般に公開しているものである。同館はブラウンが身に着けていた装飾品や、家具、収集していた美術作品、ブラウンに関する史料等を収蔵・展示している。モリー・ブラウン邸は1972年に国家歴史登録財に登録された。
ダウンタウンから東へ2km、シティ・パーク東側にはデンバー自然科学博物館が立地している。同館は1868年から構想され、1908年に開館したものである。2010年には、同館の調査チームがアスペン近郊のスノーマスビレッジでコロンビアマンモスの化石を発見し、同館は国際的な注目を浴びた。同館の収蔵する出土品や標本は410万点にのぼり、分野的にも人類学、人体、生物、地球科学、宇宙科学と多岐にわたっている。また、同館はプラネタリウムやIMAXシアターも備えている。

### 舞台芸術と音楽

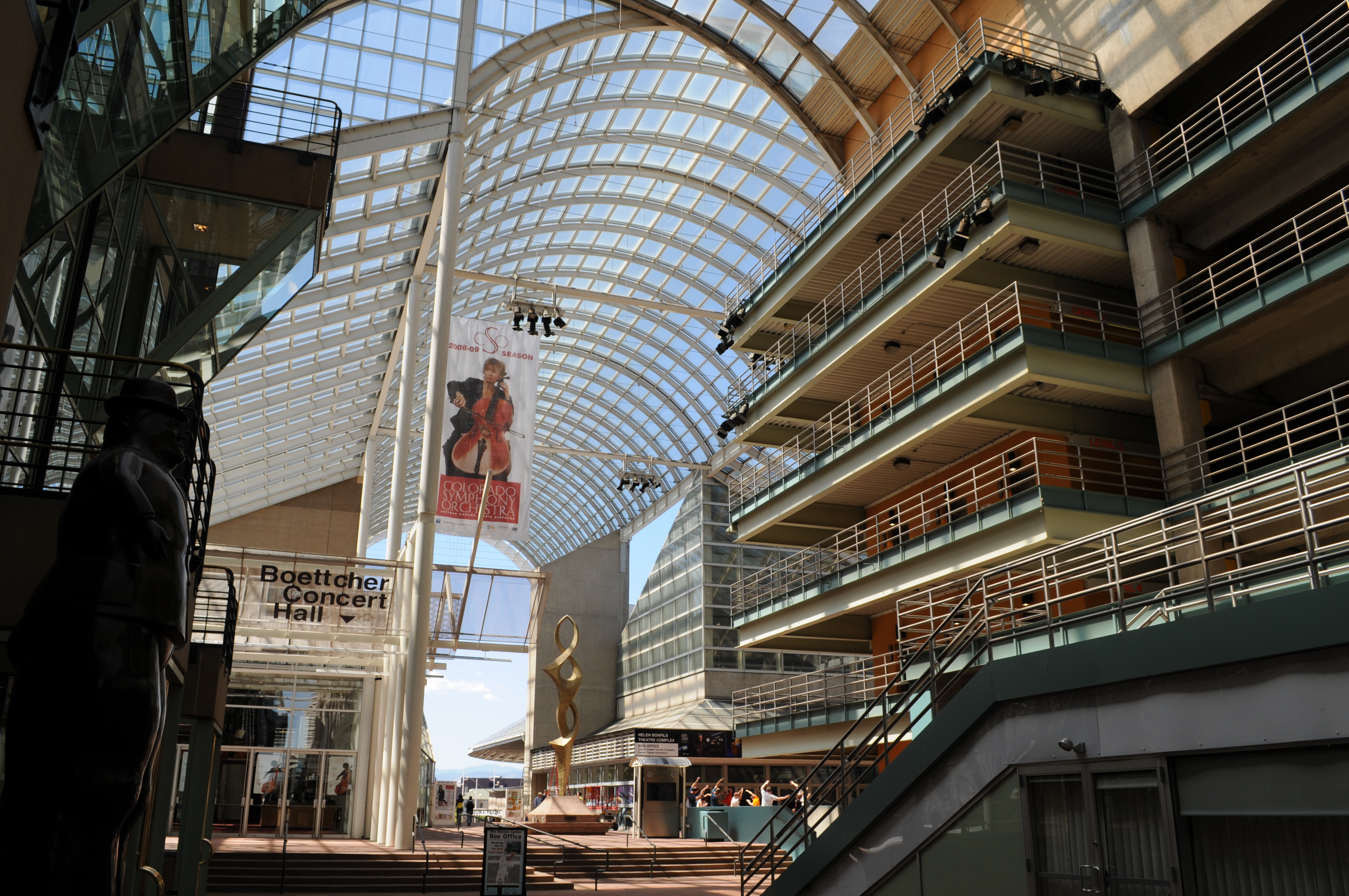
デンバー・パフォーミング・アーツ・コンプレックス

ダウンタウン西部、オーラリア・キャンパスからスピア・ブールバードとチェリー・クリークを隔てた北東側にはデンバー・パフォーミング・アーツ・コンプレックスが立地している。4ブロックを占めるこの舞台芸術センターは、ニューヨークのリンカーン・センターに次ぐ全米第2の規模のもので、エリー・コールキンズ・オペラハウス、ベッチャー・コンサート・ホール、テンプル・ホイン・ビュール・シアター等、10の舞台芸術施設から成る複合施設である。この施設はコロラド・バレエ、コロラド交響楽団、およびオペラ・コロラドの本拠地となっている。
デンバーはアメリカ合衆国の音楽史上にその名をあまり残してはいないものの、1960-70年代のフォーク音楽シーンには少し影響を与えた。駆け出しの頃のボブ・ディランはデンバーに一時的に住み、市内のライブハウスで演奏していた。また、デンバーで育ったジュディ・コリンズは、やはり駆け出しの頃、市内のライブハウスで演奏していた。また、ジョン・デンバーは、彼がこよなく愛したコロラド州の州都である、このデンバーにちなんで芸名をつけた。

### スポーツ
デンバーにはMLB、NFL、NBA、NHLの北米4大プロスポーツリーグが全てチームを置いている。MLBのコロラド・ロッキーズはダウンタウンの北、ブレイク・ストリートと20thストリートの北角に立地するクアーズ・フィールドを本拠地としている。ロッキーズは1993年のエクスパンションでフロリダ・マーリンズと共に創設された、MLBの歴史の中では新しい部類に入るチームで、創設3年目の1995年にはワイルドカードでプレーオフ初出場したものの、同年のワールドチャンピオンとなるアトランタ・ブレーブスに1回戦で1-3で敗れ、また2007年にワールドシリーズに初出場したが、その時はボストン・レッドソックスに0-4で敗れており、ワールドチャンピオンにはまだなっていない。同球団の特徴としては、キリスト教信仰を重視していることが挙げられ、ロッカールームからはPLAYBOYやPENTHOUSEといった、いわゆる「成人向け」雑誌は排され、代わりに聖書が置かれ、また毎年フェイス・デイ（Faith Day、信仰の日）という試合後のイベントを行っている。また、クアーズ・フィールドは「標高1マイル」の高地にあり、大気が薄いため、打球が飛びやすいことで知られる他、変化球は球速が落ちやすく、一方直球は速くなりやすい。1996年には、ロッキーズと対戦相手の両者をあわせたクアーズ・フィールドでの球場防御率は7.06を記録し、MLB記録となっている。1996年9月17日、野茂英雄はこのクアーズ・フィールドでの史上初（そして2017年現在史上唯一）のノーヒットノーランを達成した。
NFLのデンバー・ブロンコスはダウンタウンの西、オーラリア地区からサウスプラット川をはさんだ対岸に立地するエンパワー・フィールド・アット・マイル・ハイを本拠地としている。ブロンコスは1960年に創設されたチームで、1997-98年シーズンにはスーパーボウル初制覇、翌1998-99年シーズンはスーパーボウル連覇を果たした他、2015-16年シーズンにはペイトン・マニングの現役最終試合となった第50回スーパーボウルでも優勝した。
NBAのデンバー・ナゲッツは1967年にABAのチームとして創設され、1976年にリーグ合併に伴ってNBAに加入したチームである。ナゲッツはABA時代を含め10回の地区優勝を経験しており、プレーオフにも出てはくるものの、1回戦で敗れることが多く、NBAファイナル優勝はおろか出場もまだしていなかったが、2023年にニコラ・ヨキッチ率いるナゲッツはNBAプレーオフを勝ち抜き、初のNBAファイナルに出場し初優勝を遂げた。ナゲッツはダウンタウンの南西、オーラリア地区に立地するペプシ・センターを本拠地としている。
デンバー市史上、NHLのチームは2つ置かれた。1976-77年シーズンから1981-82年シーズンにかけては、1976年にカンザスシティからデンバーに移転してきたコロラド・ロッキーズというチームがあった。ロッキーズは1982年にニュージャージー州イーストラザフォードに移転し、チーム名もニュージャージー・デビルズに改められた。その後、1995年にケベック・シティーからケベック・ノルディクスがデンバーに移転し、チーム名もコロラド・アバランチと改められた。アバランチは移転直後の1995-96年シーズンと、2000-01年シーズン、2021-22年シーズンの3回、スタンレー・カップを制している。アバランチは、ナゲッツと同じペプシ・センターを本拠地としている。
このほか、デンバー都市圏にはMLSがコロラド・ラピッズというチームを置いており、北郊のコマースシティにあるディックス・スポーティング・グッズ・パークを本拠地としている。また、デンバーにはプロのラクロスチームが2つ置かれており、メジャーリーグ・ラクロスのデンバー・アウトローズはエンパワー・フィールド・アット・マイル・ハイを、ナショナル・ラクロス・リーグのコロラド・マンモスはペプシ・センターをそれぞれ本拠地としている。
| デンバーにおけるメジャー・プロスポーツ | デンバーにおけるメジャー・プロスポーツ | デンバーにおけるメジャー・プロスポーツ | デンバーにおけるメジャー・プロスポーツ       |
| チーム                                 | スポーツ                               | リーグ                                 | 本拠地                                       |
| -------------------------------------- | -------------------------------------- | -------------------------------------- | -------------------------------------------- |
| コロラド・ロッキーズ                   | 野球                                   | MLB、ナ・リーグ西地区                  | クアーズ・フィールド                         |
| デンバー・ブロンコス                   | フットボール                           | NFL、AFC西地区                         | エンパワー・フィールド・アット・マイル・ハイ |
| デンバー・ナゲッツ                     | バスケットボール                       | NBA、西カンファレンス北西地区          | ペプシ・センター                             |
| コロラド・アバランチ                   | アイスホッケー                         | NHL、西カンファレンス中地区            | ペプシ・センター                             |

### イベント
デンバーは人口の3割弱（2020年国勢調査）のヒスパニック系住民を抱える、アリゾナ・ニューメキシコ両州以外では山岳部最大、全米でも有数のヒスパニック系集住地であり、そのことがイベントにも表れている。毎年5月にシビック・センター・パークで行われるシンコ・デ・マヨは、40万人以上の来客を集める大規模なものである。会期中には、会場であるシビック・センター・パークには屋台が立ち並び、タコスの早食い競争、キンセアニェーラのファッションショー、チワワのレース、音楽やダンスの公演、およびパレードが行われる。このほか、毎年9月16日にはサンタフェ・ドライブでメキシコ独立記念日が、また10月末から11月初頭には死者の日が祝われる。

### 公園とレクリエーション
| シビック・センター・パーク。右は園内にある自由の鐘のレプリカ。 |  | シビック・センター・パーク。右は園内にある自由の鐘のレプリカ。 |
| シビック・センター・パーク。右は園内にある自由の鐘のレプリカ。 |  |                                                                |

デンバー最初の公園は1868年に設けられた。1870年代には、当時の市のリーダーたちは、乾燥して土埃まみれの、殺風景な大平原の町であったデンバーを、緑にあふれたオアシスに変えるべく、公園を配置し、公園道路を敷き始めた。加えて、1910年代には、デンバーの西に連なるロッキー山中の土地を市郡当局が買い上げ、山岳公園として設置し始めた。こういった公園用地の多くは州有地から転用されたものであり、また公園群の設置は当時全米的に盛んであった都市美運動ともマッチしたものであった。今日では、デンバー市郡政府の公園・レクリエーション局が管理・運営する都市公園および山岳公園の総面積は8,100ha（81km2）に迫り、そのうちマウンテン・パークが5,670ha（56.7km2）を占めている。公園の充実度を示す ParkScore という指標では、全体の7割を占める山岳公園が計算に入っていないにもかかわらず、デンバーは全米100大都市中20位という、高い位置にランクされている。

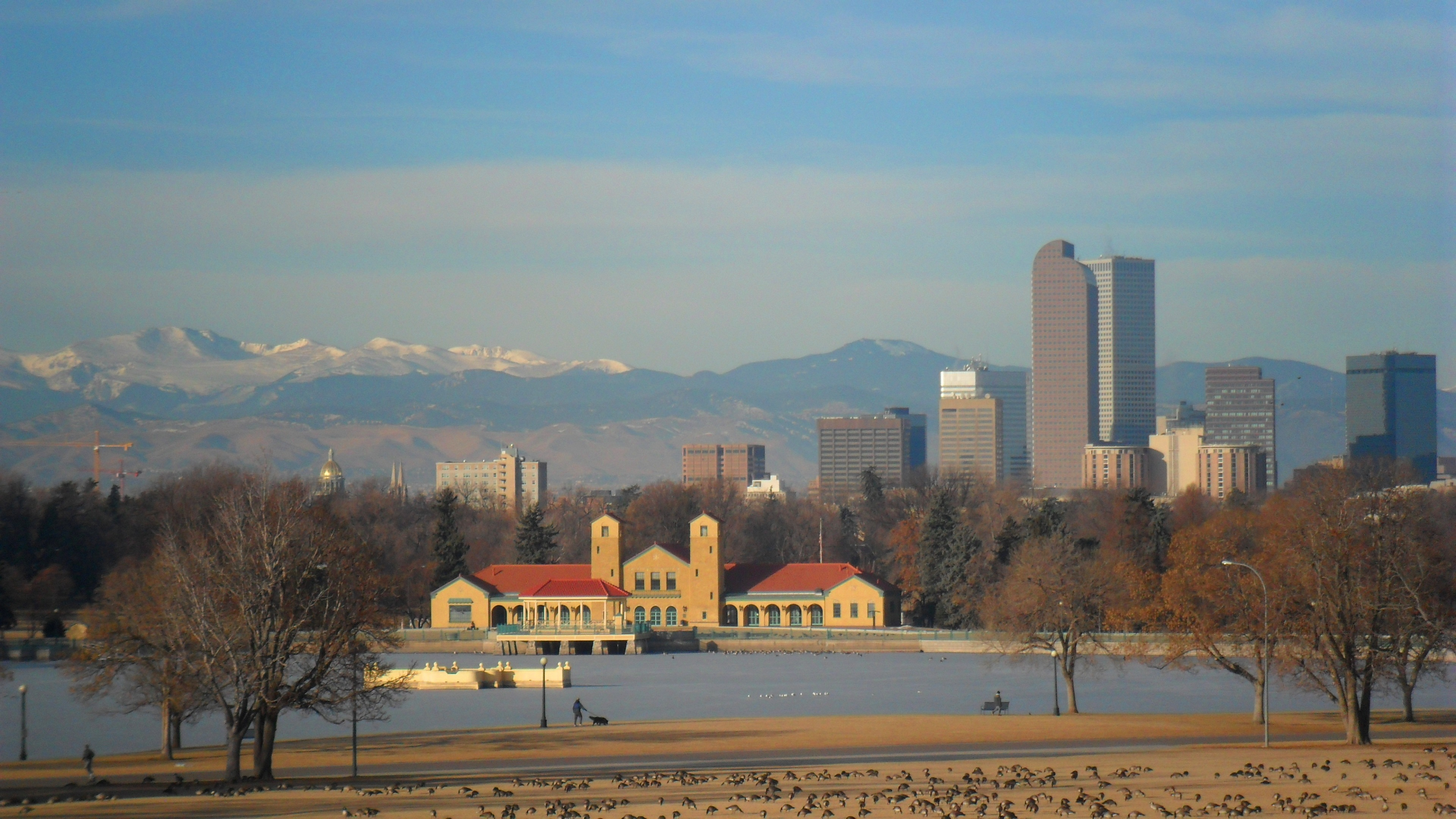
シティパーク

ダウンタウンから東へ約2kmに立地するシティパークは、敷地面積130ha（1.3km2）の市内最大の都市公園で、園内には前述のデンバー自然科学博物館の他、デンバー動物園や、18ホールのゴルフ場もある。シティパークは1881年に設置されたもので、1986年には国家歴史登録財に登録されている。デンバー動物園は1頭のアメリカグマの孤児がデンバー市長に寄贈されたことから始まった動物園で、1918年には人工的に造られた岩山、ベア・マウンテン（クマ山）が完成し、全米で初めて、檻や鉄格子を排して自然に近い環境で飼育・展示を行う動物園となった。このシティパークから南へ約1kmに立地するチーズマンパークの園内東側にはデンバー植物園がある。チーズマンパークはシティパークと同様、1986年に国家歴史登録財に登録されている。デンバー植物園内には、川名孝一が設計した、松風園（しょうふうえん）という日本庭園もある。ダウンタウンの南東端、デンバー市郡庁舎とコロラド州会議事堂の間に立地するシビックセンター・パークは、南側に美術館や博物館が集中するほか、同園自体も野外劇場を備え、前述のシンコ・デ・マヨをはじめとする多数のイベントに使われており、市中心部における緑地としての役割に加えて、文化の中心としての役割も果たしている。また、デンバー市郡当局は1974年よりサウスプラット川の水質浄化、および河岸の緑化を進め、17の公園をつなげた緑地帯を造り上げた。この取り組みは2001年、ルディ・ブルーナー賞の銀賞を受賞した。

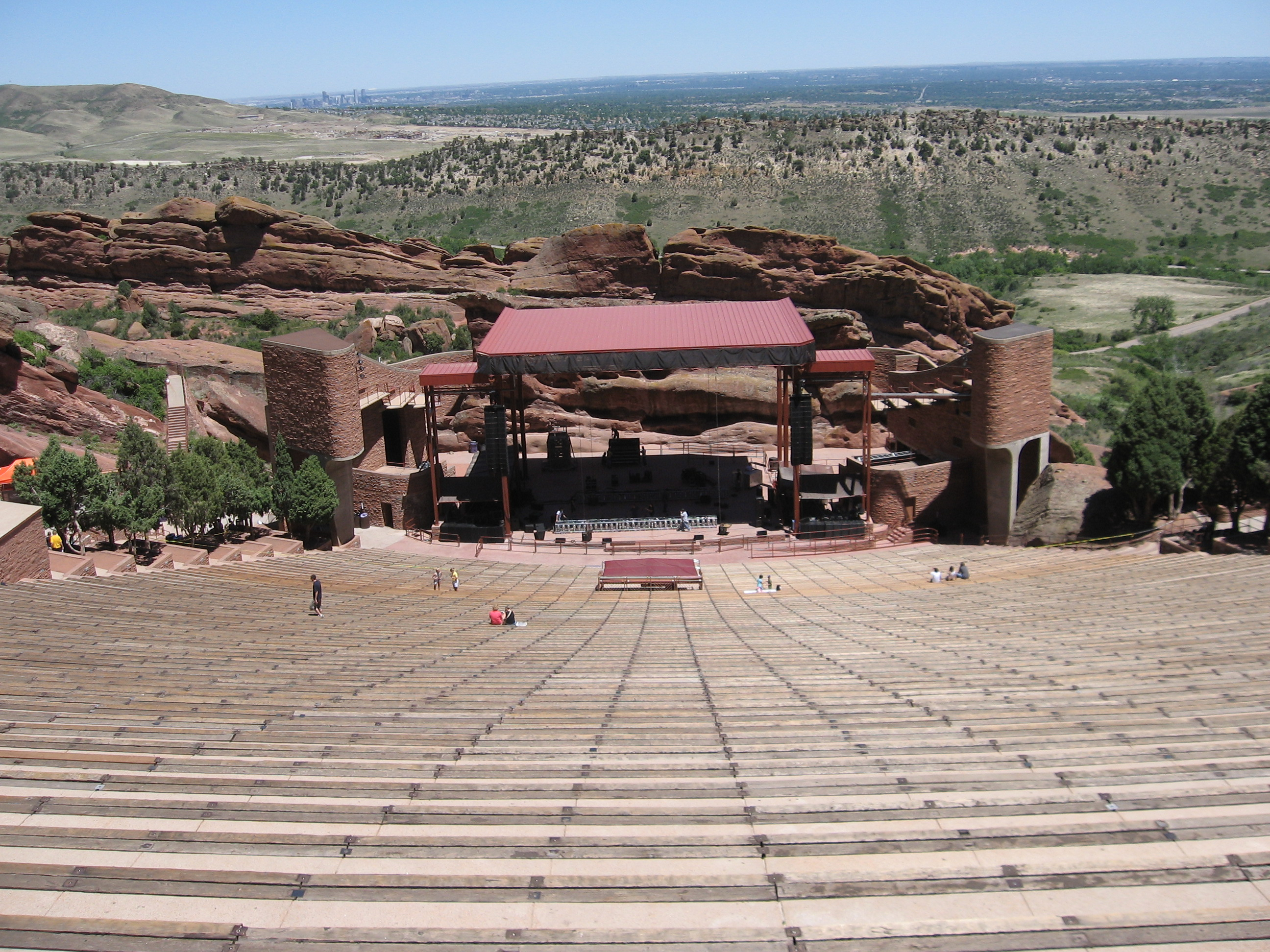
レッドロックス・パークの野外劇場

前述の通り、デンバー市郡公園・レクリエーション局は市郡域内のみならず、市郡域外のロッキー山中にも山岳公園を有している。そのうちの1つであるレッドロックス・パークは、デンバーのダウンタウンから南西へ約20km、ジェファーソン郡内、ゴールデンの南、モリソン町近くに立地している。同園は特に野外劇場で知られている。9,500席以上を有するこの野外劇場は、約2億5000万年前に形成された、高さ300フィート（91.4m）の2つの砂岩のモノリスに挟まれ、天然の地形にして良音響環境が生み出されている斜面上に、12年の歳月を費やして建設され、建設途中の1941年に開場したものである。レッドロックス・パークは1990年に国家歴史登録財に、また2015年には国定歴史建造物にそれぞれ指定されている。

### 食文化

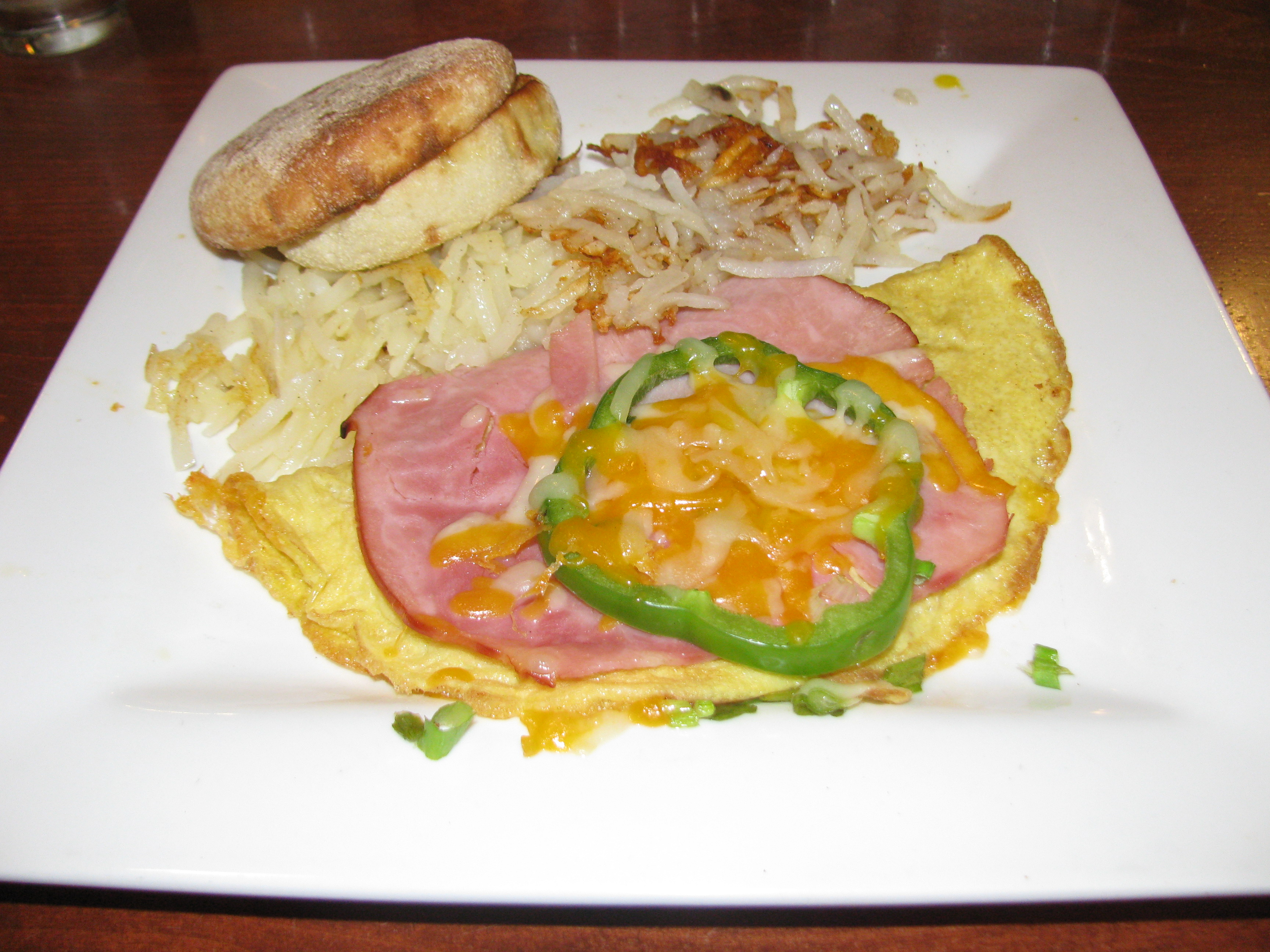
デンバー・オムレツ

デンバー都市圏には、全米的・世界的ビール醸造会社となったクアーズから地ビールに至るまで、多数のビール醸造所がある。加えて、毎年秋には、コロラド・コンベンション・センターでグレート・アメリカン・ビア・フェスティバルという、ビールのイベントが開かれる。
デンバーの代表的な料理としては、牛やバイソンの睾丸を揚げたロッキー・マウンテン・オイスターや、刻んだ玉葱とピーマン、および小さく角切りにしたハムを入れたデンバー・オムレツ、デンバー・オムレツをパンにはさんだデンバー・サンドウィッチ等が挙げられる。また、デンバー・オムレツやデンバー・サンドウィッチの他にも、コロラド・ブリトー、チリ・レジャーノ、タマル等、デンバーの食文化はニューメキシコ料理の影響も強く受けている。

## 人口動態

### 都市圏人口
デンバーの都市圏、および広域都市圏を形成する各郡の人口は以下の通りである（2020年国勢調査）
デンバー・オーロラ･レイクウッド都市圏
| 郡                     | 州         | 人口        |
| ---------------------- | ---------- | ----------- |
| デンバー市郡           | コロラド州 | 715,522人   |
| アラパホ郡             | コロラド州 | 655,070人   |
| ジェファーソン郡       | コロラド州 | 582,910人   |
| アダムズ郡             | コロラド州 | 519,572人   |
| ダグラス郡             | コロラド州 | 357,978人   |
| ブルームフィールド市郡 | コロラド州 | 74,112人    |
| エルバート郡           | コロラド州 | 26,062人    |
| パーク郡               | コロラド州 | 17,390人    |
| クリアクリーク郡       | コロラド州 | 9,397人     |
| ギルピン郡             | コロラド州 | 5,808人     |
| 合計                   | 合計       | 2,963,621人 |

デンバー・オーロラ広域都市圏
| 都市圏/小都市圏                       | 郡                                    | 州                                    | 人口        |
| ------------------------------------- | ------------------------------------- | ------------------------------------- | ----------- |
| デンバー・オーロラ･レイクウッド都市圏 | デンバー・オーロラ･レイクウッド都市圏 | デンバー・オーロラ･レイクウッド都市圏 | 2,963,621人 |
| ボールダー都市圏                      | ボールダー郡                          | コロラド州                            | 330,758人   |
| グリーリー都市圏                      | ウェルド郡                            | コロラド州                            | 328,981人   |
| 合計                                  | 合計                                  | 合計                                  | 3,623,560人 |

### 市域人口推移
以下にデンバー市郡における1860年から2020年までの人口推移をグラフおよび表で示す。
| 統計年 | 人口      | 順位 |
| ------ | --------- | ---- |
| 1860年 | 4,749人   | -    |
| 1870年 | 4,759人   | -    |
| 1880年 | 35,629人  | 50位 |
| 1890年 | 106,713人 | 26位 |
| 1900年 | 133,859人 | 25位 |
| 1910年 | 213,381人 | 27位 |
| 1920年 | 256,491人 | 25位 |
| 1930年 | 287,861人 | 29位 |
| 1940年 | 322,412人 | 24位 |
| 1950年 | 415,786人 | 24位 |
| 1960年 | 493,887人 | 23位 |
| 1970年 | 514,678人 | 25位 |
| 1980年 | 492,365人 | 24位 |
| 1990年 | 467,610人 | 26位 |
| 2000年 | 554,636人 | 25位 |
| 2010年 | 600,158人 | 26位 |
| 2020年 | 715,522人 | 19位 |

## 姉妹都市
デンバーは以下10都市と姉妹都市提携を結んでいる。中でも、デンバー市郡史上最初の姉妹都市であるフランス・ブレスト市との姉妹都市提携は1948年に結ばれたもので、全米でも2番目に長い歴史を持つ姉妹都市関係である。また、デンバーと同様に、高地に位置する都市が多い。全米国際姉妹都市協会（Sister Cities International）加盟都市。
- ブレスト（フランス） - 1948年提携
- 高山市（日本・岐阜県） - 1960年提携
- ナイロビ（ケニア） - 1975年提携
- カルミエル（イスラエル） - 1977年提携
- ポテンツァ（イタリア） - 1983年提携
- クエルナバカ（メキシコ） - 1983年提携
- チェンナイ（インド） - 1984年提携
- 昆明市（中華人民共和国雲南省） - 1985年提携
- アクスム（エチオピア） - 1995年提携
- ウランバートル（モンゴル） - 2001年提携

また、これらの姉妹都市とは別に、デンバー市郡を中心に、9郡56自治体から成るデンバー地域政府協議会は、2004年10月にイラク・バグダード県との姉妹地域関係を提携している。